# Storia della Tunisia

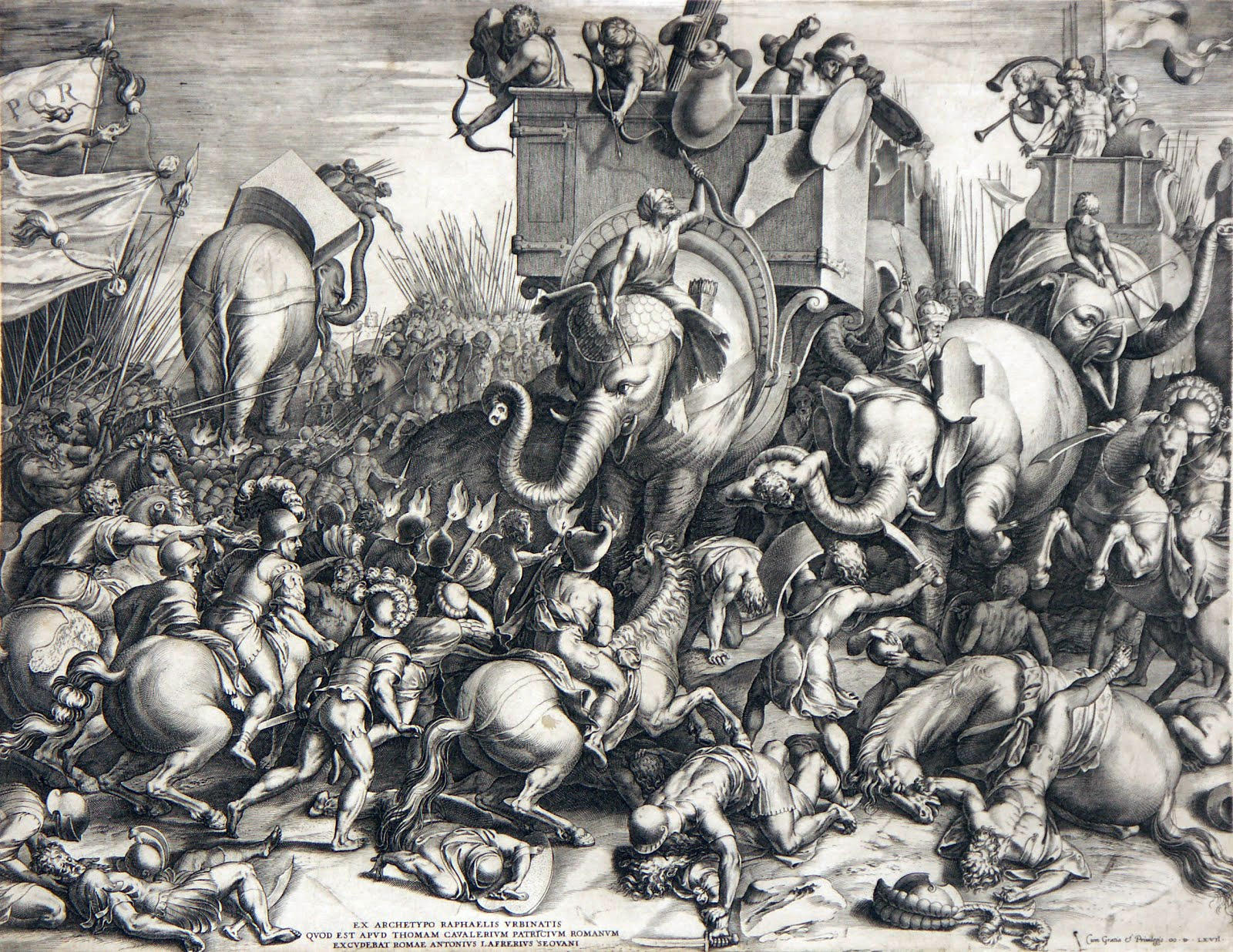
Battaglia di Zama, simbolo dell'indebolimento della Cartagine punica

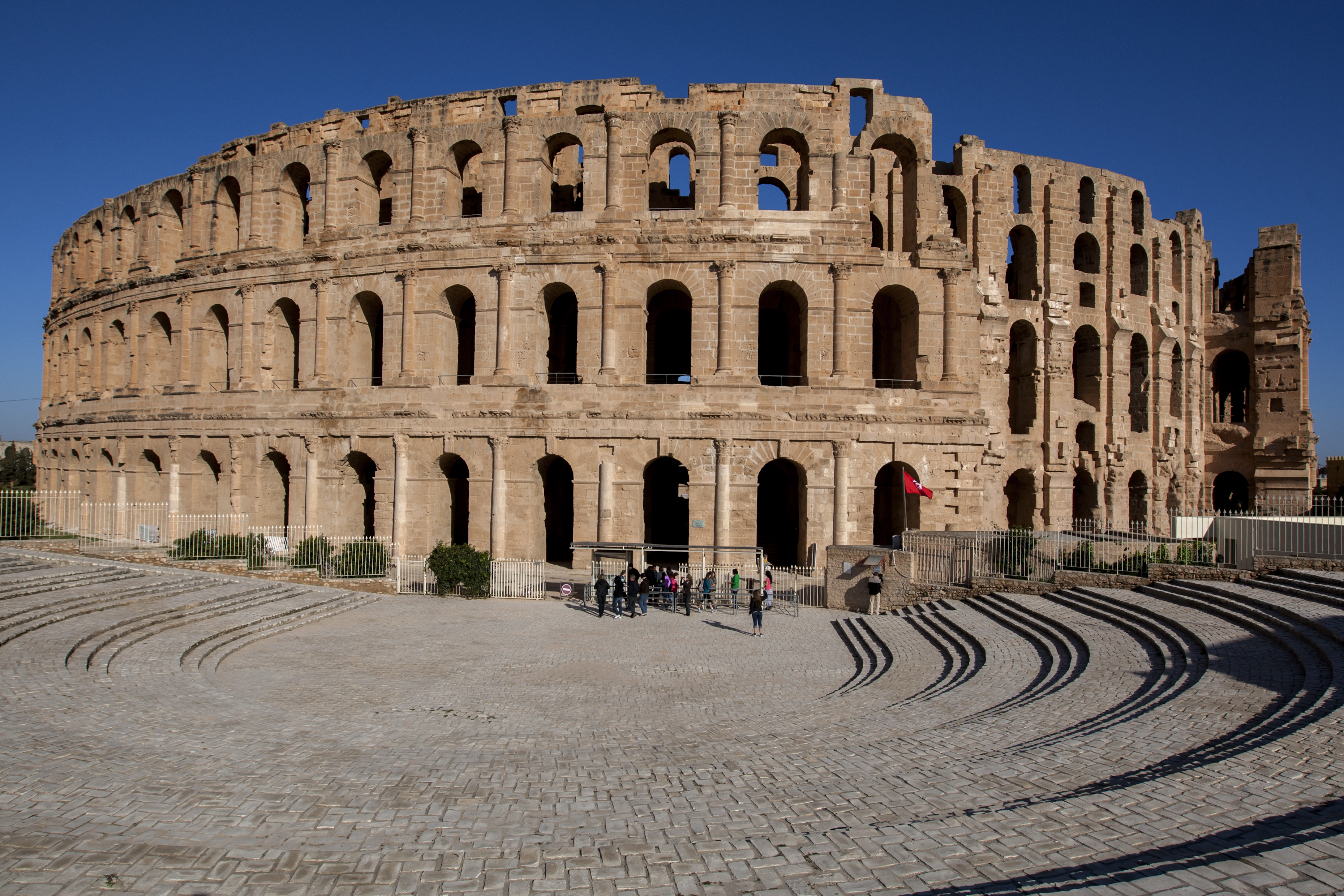
Anfiteatro di El Jem come Apoteosi della cultura romana in Tunisia

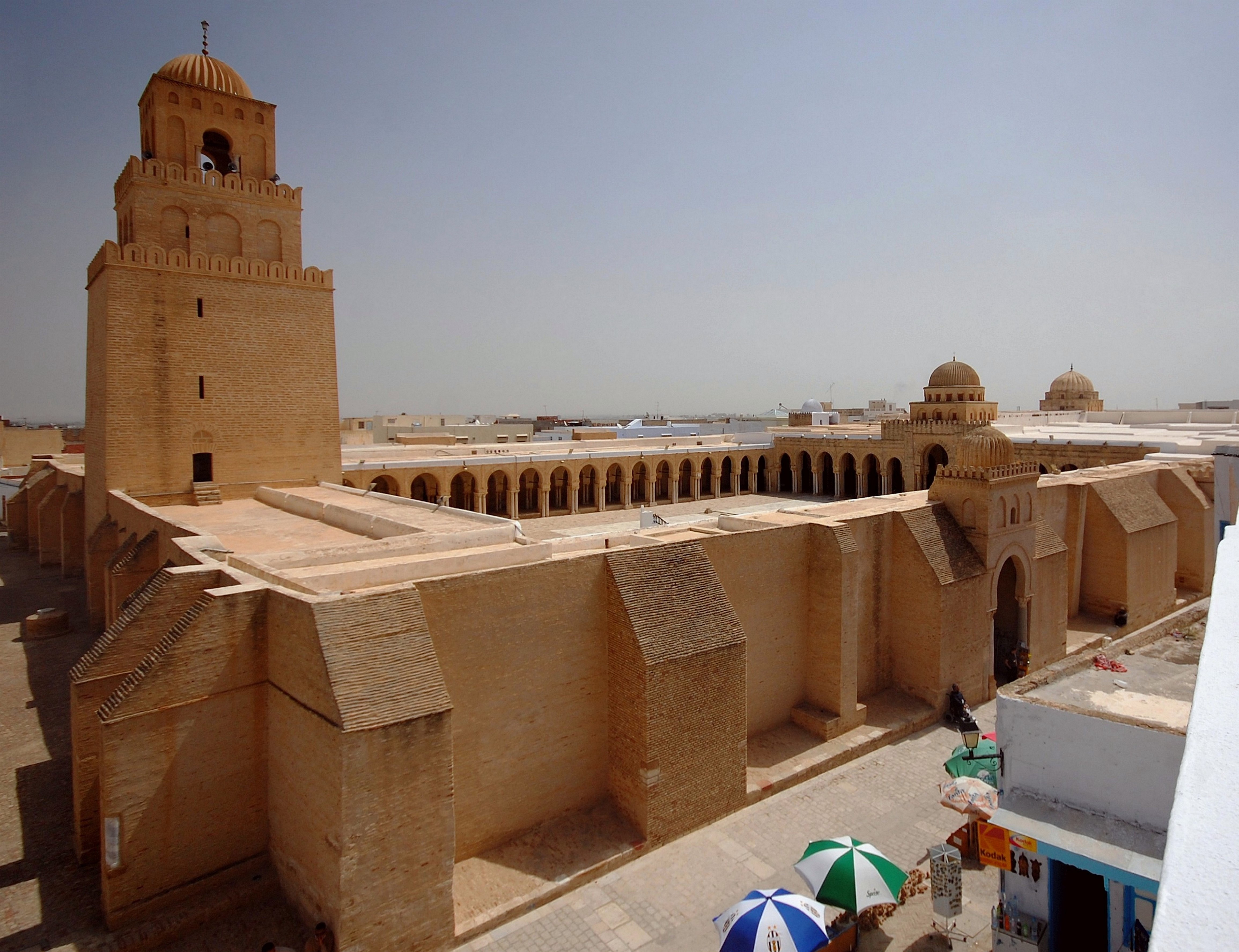
Grande moschea di Qayrawan, la più antica moschea della Tunisia e di tutto l'Occidente musulmano, che costituisce un simbolo del radicamento dell'Islam nel paese

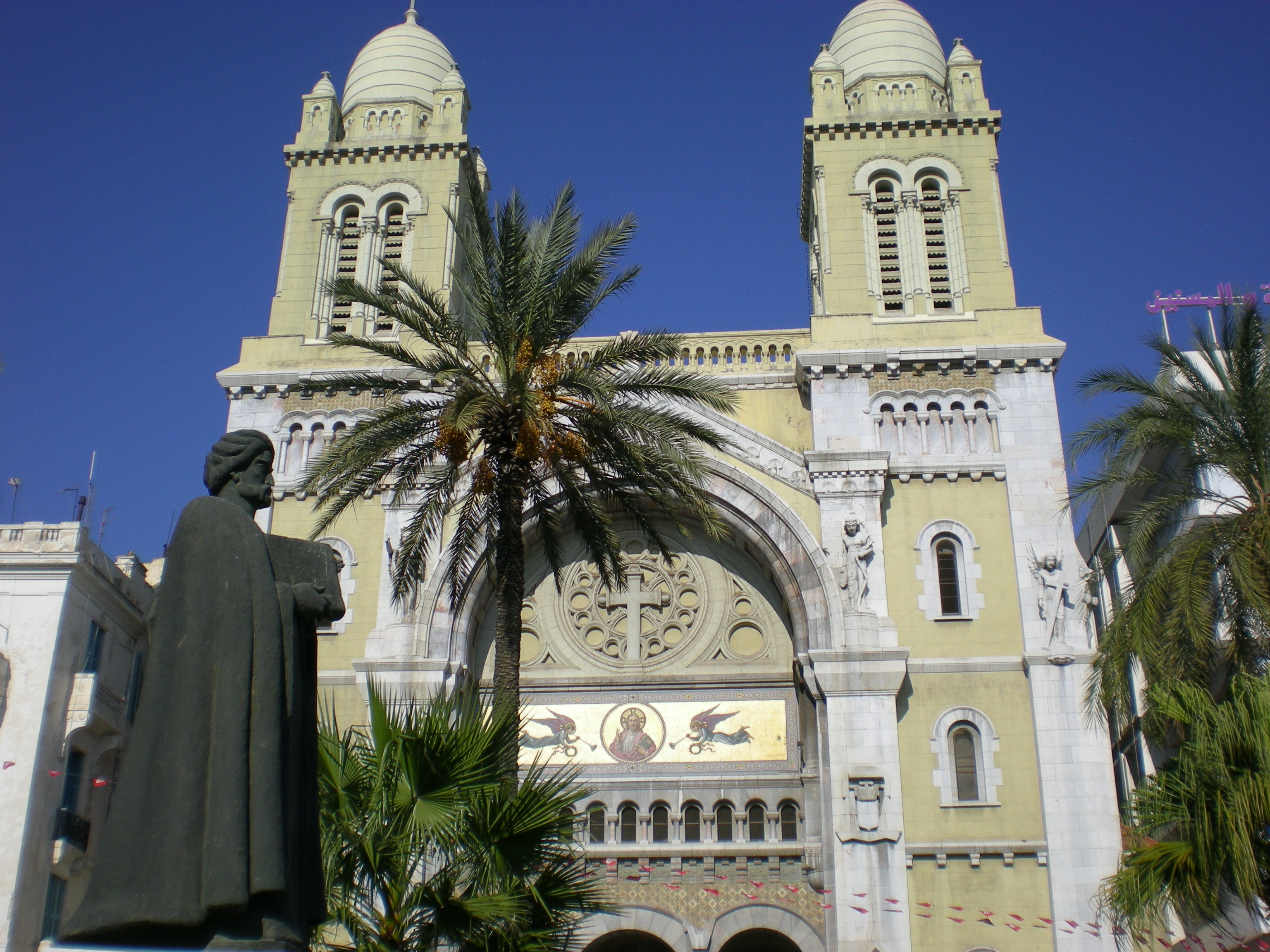
Statua di Ibn Khaldun fronte alla Cattedrale di Saint-Vincent-de-Paul a Tunisi

La storia della Tunisia è quella di una nazione nordafricana indipendente dal 1956. Ma si adatta oltre a coprire la storia del territorio tunisino dal periodo preistorico Capsiano e dall'antica civiltà punica, prima che il territorio passasse sotto il dominio di Romani, Vandali e Bizantini. Il VII secolo segna una svolta decisiva in una popolazione che sta diventando islamizzata e gradualmente arabizzante sotto il regno di varie dinastie che affrontano la resistenza delle popolazioni berbere.
Grazie alla sua posizione strategica nel cuore del Mediterraneo, la Tunisia diventa la posta in gioco della rivalità di potenze successive, la Spagna di Carlo V, il giovane impero ottomano e la Francia, che prende il controllo della provincia ottomana per anticipare il suo rivale Italiano. Contrassegnato da profonde trasformazioni strutturali e culturali, la Tunisia vede un movimento nazionalista affermarsi rapidamente, concludendo con il potere tutelare gli accordi che portano all'indipendenza nel 1956. Da quel momento in poi, il Paese è costretto a marciare verso la modernizzazione e l'integrazione economica sotto l'impulso di un partito politico che è rimasto dominante fino alla rivoluzione del 2011.

## Storiografia
La storiografia tunisina non decollò fino alla metà degli anni . Nel 1972, Bashir Tlili stava già descrivendo una situazione difficile: 
Nel 1987, la rivista Ibla dell'Istituto di belle lettere arabe dedica un numero speciale alla storiografia tunisina in cui i suoi autori, tra cui Taoufik Bachrouch, sottolineano una lenta evoluzione della ricerca storica e una disuguaglian che rimane nel complesso di vari campi, soprattutto nella storia contemporanea. Nel 1998, questa evoluzione è proseguita con la pubblicazione di quasi 200 lavori di ricerca accademica sulla storia nazionale, un fenomeno segnato dall'apertura della storia alle altre scienze sociali.
La storia nazionale rimane al centro dell'opera, in particolare i suoi aspetti sociali, politici ed economici, mentre gli aspetti culturali e religiosi rimangono relativamente indietro. La parte più importante della produzione riguarda la storia moderna - a partire dalla presa di Tunisi nel 1574 - e contemporanea - a partire dalla firma del trattato del Bardo nel 1881 - e costituisce d'ora in poi i due terzi delle opere di storia dell'università sostenuti tra il 1985 e il 1998. Lo studio del periodo medievale, a partire dall'arrivo dell'Islam, è anche discusso in modo significativo mentre lo studio della storia antica ha il suo status che lo distingue da quello di altre epoche: questo comprende un numero più limitato di lavori a causa della mancanza di una formazione adeguata per i giovani ricercatori, in particolare sull'accesso a fonti, all’archeologia e alle lingue antiche che sono insegnate relativamente poco. Tuttavia, gli sforzi hanno portato alla creazione di un Master in lettere classiche nel 1997.
In termini di contenuto, mentre lo studio della storia antica si concentra principalmente sul campo sociale e sulla vita quotidiana, e più recentemente sull'epigrafia e l'archeologia, lo studio del periodo medievale tocca temi più vari, in particolare di antropologia e politica. Se il XVI e XVII secolo sono ancora poco studiati, è il XVIII secolo che viene trattato maggiormente a causa dell'abbondanza di fonti disponibili di documentazione, in particolare su temi sociali ed economici. Vengono anche discussi argomenti politici, al di fuori dello studio del movimento nazionale ed educativi. La diversificazione dei temi è anche illustrata dalla "nuova storia" che tratta di minoranze, di donne, imprese, ecc. La storia regionale è un tema emergente, legato anche all'abbondanza di archivi offerti ai ricercatori, che secondo i suoi seguaci farebbero sintesi a livello nazionale per compensare la debolezza della sociologia tunisina.

## Preistoria

### Paleolitico

#### Musteriano

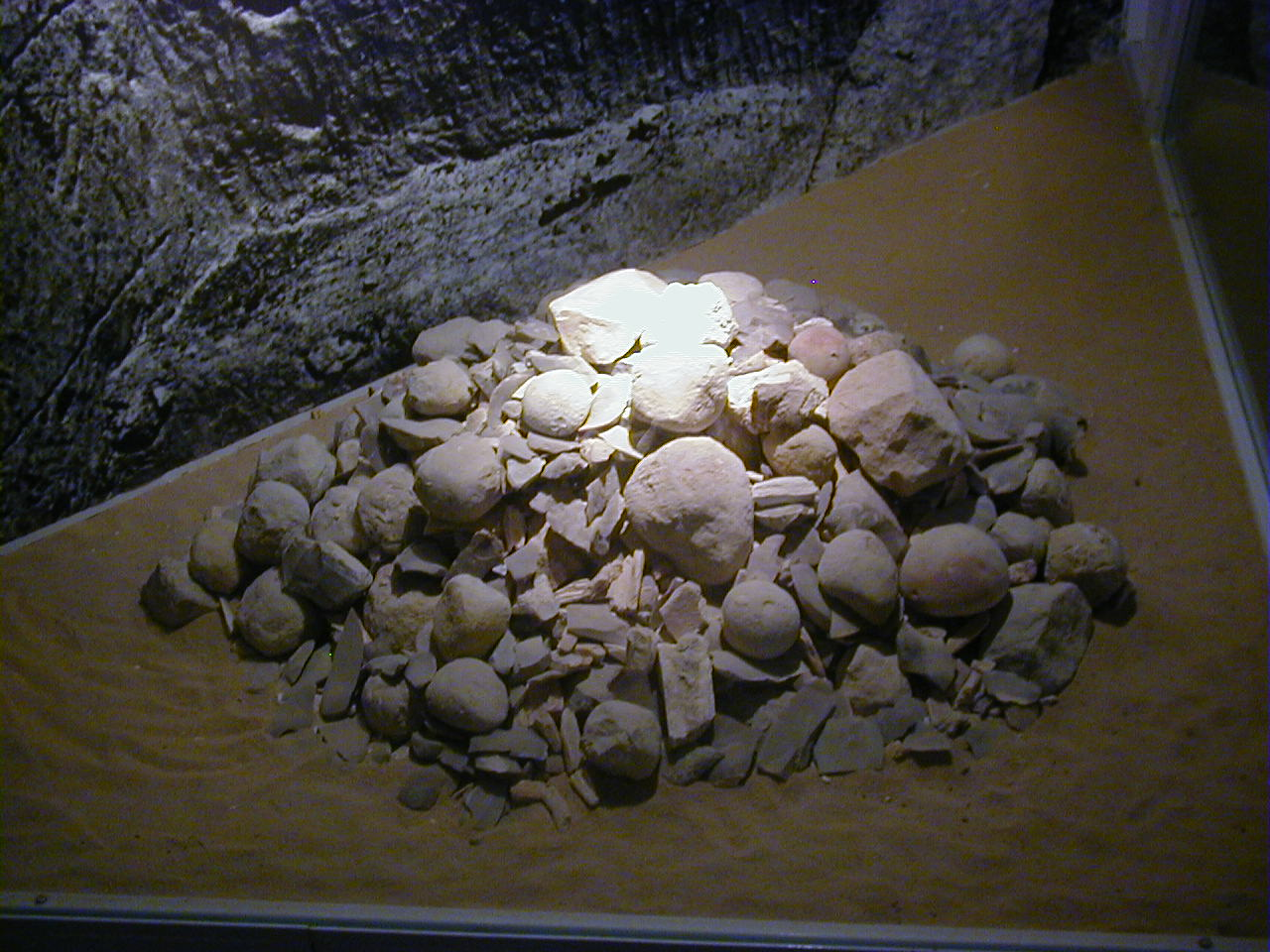
Hermaïon El Guettar esposto al Museo nazionale del Bardo

Le prime tracce della presenza umana in Tunisia risalgono al Paleolitico. Venti chilometri a est di Gafsa, nell'oasi di El Guettar, c'è una piccola popolazione nomade di cacciatori-raccoglitori musteriani. Michel Gruet, l'archeologo che scoprì il sito, nota che consumano datteri che trovano il polline intorno alla fonte ora secca. Il sito stesso dà una struttura formata da un grappolo di 4.000 selci, tagliate in sferoidi e disposti in un cono alto circa 75 centimetri e un diametro di 130 centimetri. Queste pietre sono associate ad ossa caprine, denti di mammifero e oggetti di selce musteriana e una punta ateriana.
Questa costruzione, scoperta intorno agli anni '50 e vecchia di quasi 40.000 anni, è il più antico edificio religioso conosciuto dell'umanità. Gruet vi vede un'offerta alla vicina fonte e il segno di un sentimento religioso o magico. Il luogo è noto come Hermaion di El Guettar in riferimento alle pietre lanciate ai piedi di Hermes dalle divinità olimpiche durante l'omicidio del gigante Argo. Questa pratica era un modo per gli dei di pronunciarsi in favore dell'innocenza di Hermes.

#### Capsiani

Posizione del nucleo all'origine della cultura capsiana

A una cultura iberomaurusiana, distribuita sul litorale e relativamente piccola in Tunisia, segue il periodo Capsiano, nome creato da Jacques de Morgan e derivato dal latino Capsa, che a sua volta ha dato il nome al Gafsa corrente. Morgan definisce il Capsiano una cultura dal Paleolitico superiore al neolitico, che copre un periodo che si estende dall'VIII al V millennio a.C.. Secondo Charles-André Julien, "i protomediterranei capsiani costituiscono [...] il fondo dell'attuale popolazione del Maghreb" mentre, secondo le parole di Gabriel Camps, un gruppo di archeologi aveva trascurato gli scheletri capsiani, credendo che fossero stati recentemente inumati: 
Da un punto di vista etnologico e archeologico, il Capsiano assume un'importanza maggiore poiché nella regione furono scoperte delle ossa e tracce di attività umane risalenti a più di 15.000 anni fa. Oltre a fabbricare strumenti in pietra e pietra focaia, i Capsiani hanno prodotto vari strumenti dalle ossa, inclusi aghi per cucire e abiti da pelli di animali. Il deposito capsiano di El Mekta, identificato nel 1907 da Morgan e Louis Capitan, rivelava sculture di calcare di forma umana che misuravano pochi centimetri di altezza. Per quanto riguarda le incisioni scoperte, sono spesso astratte, anche se alcune "rappresentano animali con una certa goffaggine".

### Neolitico

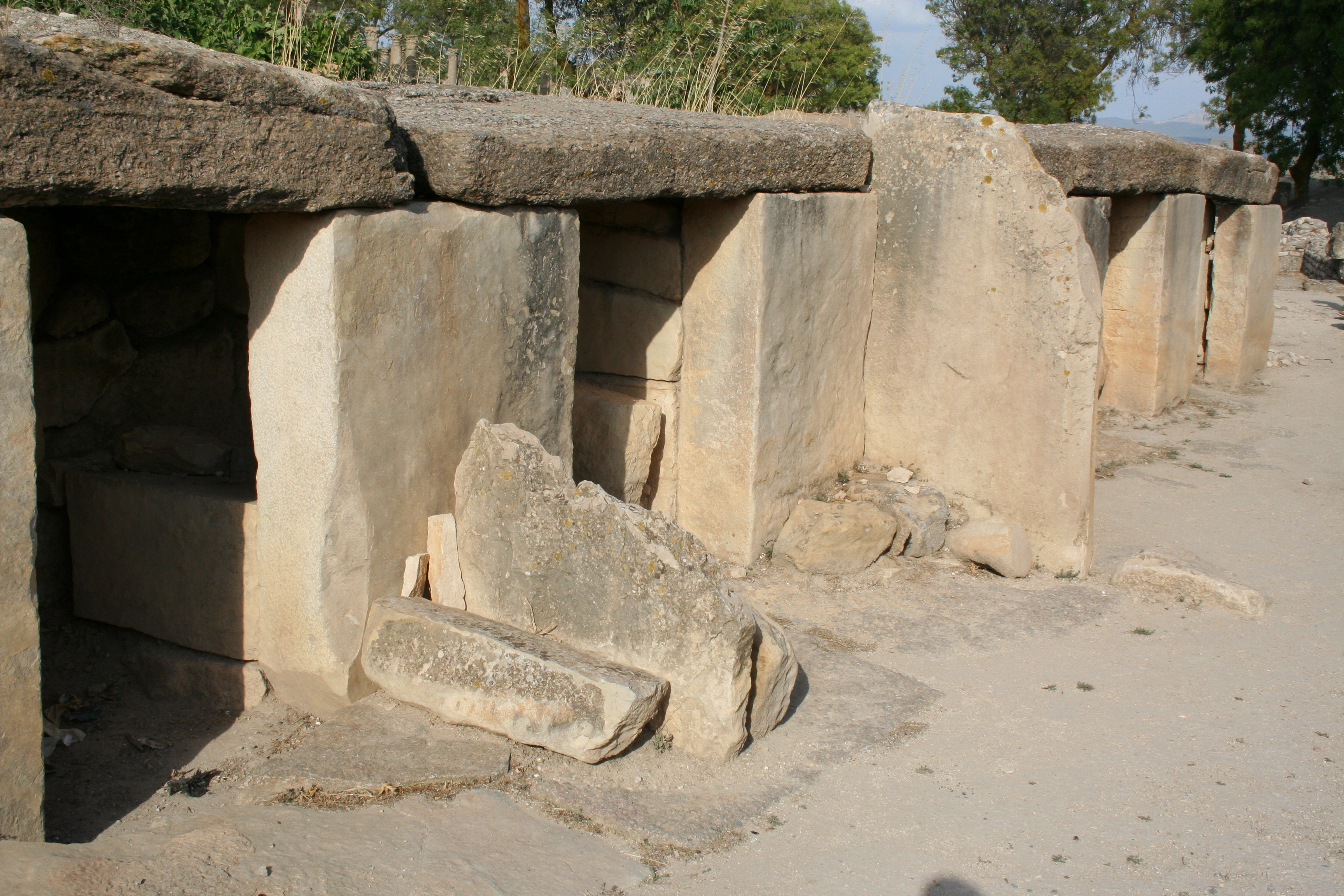
Megaliti vicino a Maktar

Nel Neolitico (dal 4500 al 2500 a.C.), arrivato tardi in questa regione, la presenza umana è condizionata dalla formazione del deserto sahariano, che acquisisce il suo clima attuale. Allo stesso modo, è in questo momento che l'insediamento della Tunisia è arricchito dal contributo dei berberi, apparentemente dalla migrazione verso nord delle popolazioni libiche (termine greco antico che designa le popolazioni africane in generale).
In breve, la questione delle origini del popolo berbero è ancora aperta e oggetto di dibattito in questi giorni, ma la sua presenza è attestata dal IV millennio a.C. La prima iscrizione libico-berbera scoperta a Dougga da Thomas d'Arcos nel 1631 è stata finora oggetto di una moltitudine di decifrazioni senza successo. Il Neolitico vide anche i contatti tra i Fenici di Tiro, i futuri Cartaginesi che fondarono la civiltà punica e le popolazioni indigene dell'attuale Tunisia, i cui berberi sono diventati una componente essenziale.
Il passaggio dalla preistoria alla storia si osserva principalmente nel contributo delle popolazioni fenicie, anche se lo stile di vita neolitico continua a esistere accanto a quelli dei nuovi arrivati. Questo contributo è sfumato, in particolare a Cartagine (centro della civiltà punica in Occidente), dalla coesistenza di diverse minoranze da popolazioni dinamiche come berberi, greci, italiani o iberici in Spagna. I numerosi matrimoni misti contribuirono all'insediamento della civiltà punica. C'è anche la traccia di un popolo pacifico del Neolitico tunisino nell'Odissea di Omero, quando Ulisse incontra i Lotofagi (mangiatori di loto) che sembra vivessero nell'attuale isola di Djerba.

## Cartagine o l'emergere e la caduta di un potere
L'ingresso della Tunisia nella storia è avvenuto in modo sconvolgente, con l'espansione di una città risultante da una colonizzazione medio- orientale. Fenicia all'inizio, la città costituisce rapidamente una civiltà originale conosciuta come punica.
L'espansionismo punico nel bacino occidentale del Mediterraneo si basa sul commercio, anche se la talassocrazia si trova ad affrontare l'espansione romana e una volontà continentale ed egemonica. Sebbene all'inizio le loro relazioni fossero cordiali, i due sistemi non furono lenti a confrontarsi e, anche se è stata posta la domanda su chi avrebbe prevalso, i Punici finalmente svanirono, non senza aver lasciato il segno nello spazio tunisino, che il potere di Roma non cancellerà completamente.

### Fondazione ed espansione

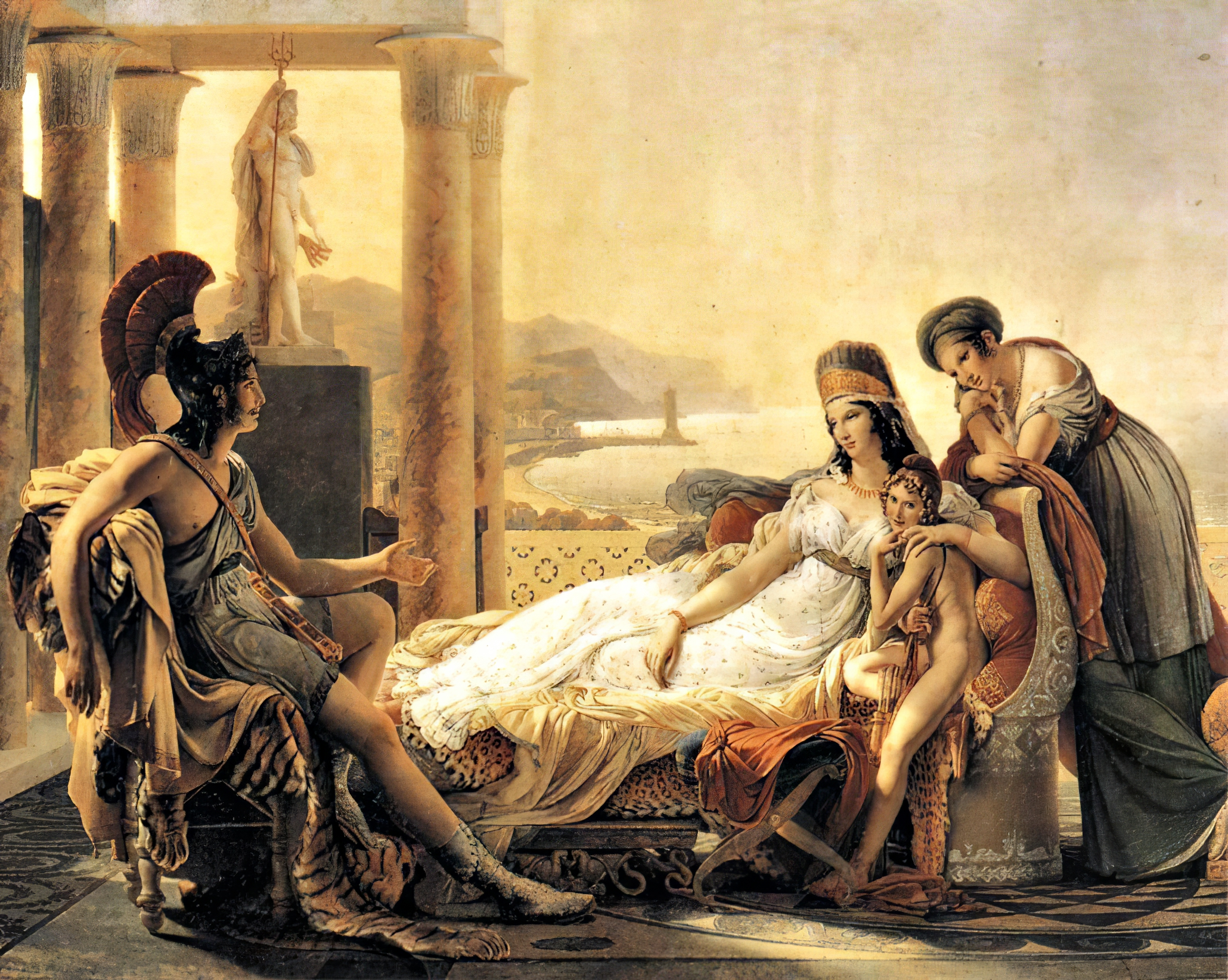
Enea descrive a Didone la caduta di Troia di Pierre-Narcisse Guerin, 1815, Parigi, museo del Louvre

La Tunisia ha accolto gradualmente una serie di sedi commerciali fenicie e molte in altre regioni del Mediterraneo, dal Marocco a Cipro. Il primo sito secondo la tradizione è quello di Utica, che risale al 1101 a.C.. È qui che un potere fondamentale attecchisce nella storia dell'antichità del bacino del Mediterraneo. Nell'814 a.C., i coloni fenici di Tiro fondarono la città di Cartagine. Secondo la leggenda, è la regina Elyssa (Didone per i romani), sorella del re di Tiro Pigmalione, che è all'origine della città. Vi sono tuttavia dubbi sull'accuratezza della data fornita dalla tradizione letteraria, poiché il dibattito è alimentato da una serie di scoperte archeologiche. In effetti, gli oggetti più antichi scoperti fino ad oggi sono ceramiche proto-corinzie della metà VIII secolo a.C. dal deposito di fondazione della cappella Cintas, scoperta nel tofet di Cartagine da Pierre Cintas nel 1947. Tuttavia, date le incertezze nella datazione delle ceramiche antiche, non v'è nulla da escludere dalla tradizione letteraria. 

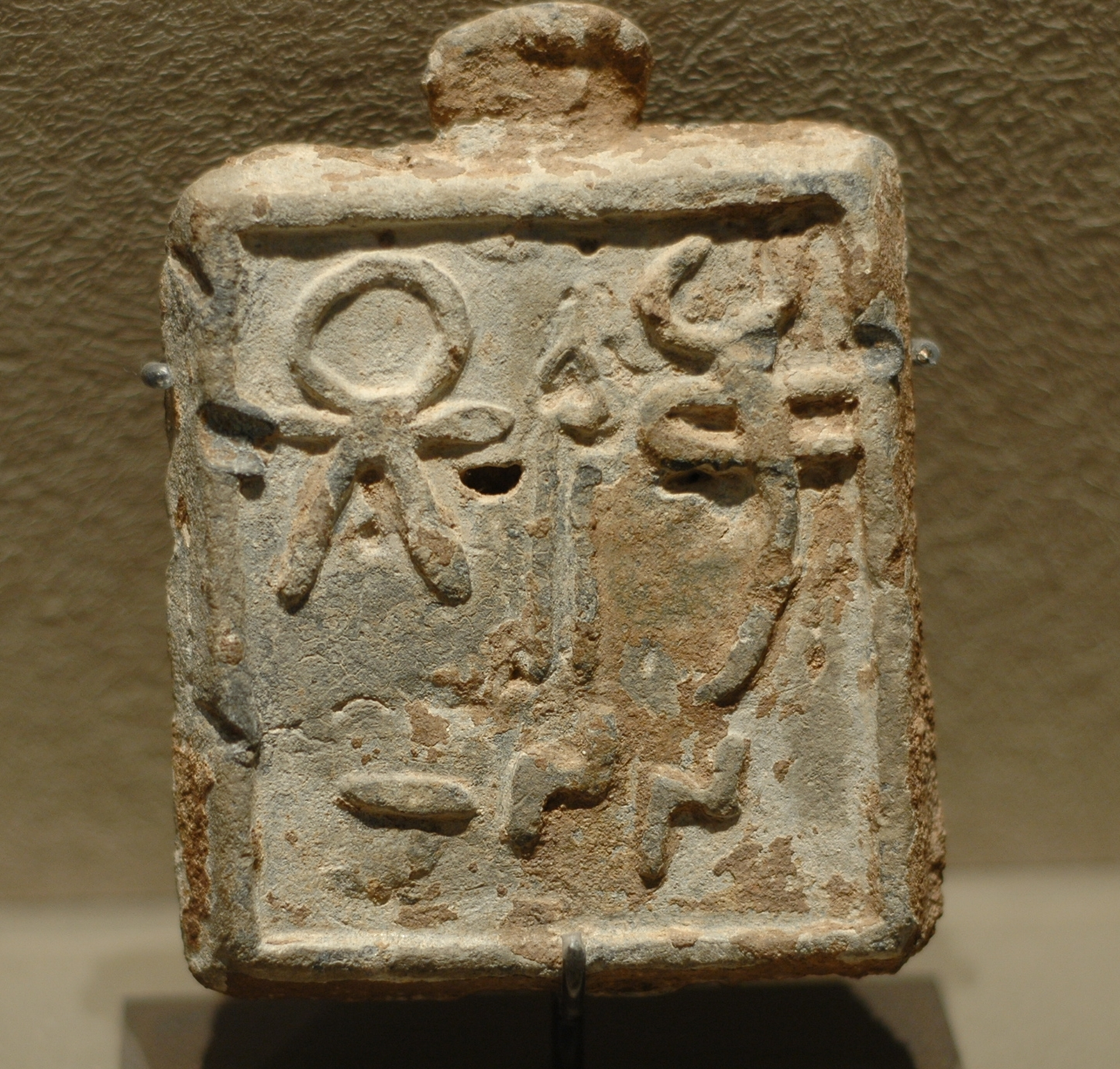
Peso quadrato in piombo con il simbolo di Tanit, V-II secolo a.C., Parigi, Museo del Louvre

La popolazione originaria dello spazio tunisino è libica-berbera e, quando vive vicino ai banconi, si punicizza in una certa misura. Ne sono un esempio i reperti archeologici delle stele a motivo del simbolo di Tanit che sono goffi, specialmente in un sito come quello dell'antica Clupea, l'attuale Kelibia. Questi errori evocano l'appropriazione del simbolismo punico da parte delle persone in contatto con i cittadini dei banconi. Aperta al mare, Cartagine è anche strutturalmente aperta verso l'esterno. Questa crescita pacifica - per quanto ne sappiamo da fonti esistenti - lascia il posto a una lotta di influenza che porta a diversi cicli di conflitto. Un secolo e mezzo dopo la fondazione della città, i Cartaginesi o Punici estendono la loro presa sul bacino occidentale del Mar Mediterraneo: si affermano in Sicilia, Sardegna, Isole Baleari, Spagna, Corsica e Nord Africa - dal Marocco alla Libia - che è condivisa tra i Greci di Cirenaica e i Cartaginesi anche sulla Costa atlantica del Marocco. Questa presenza assume varie forme, compresa quella della colonizzazione, ma rimane principalmente commerciale (banchi di negoziazione, firma di trattati, ecc.). 

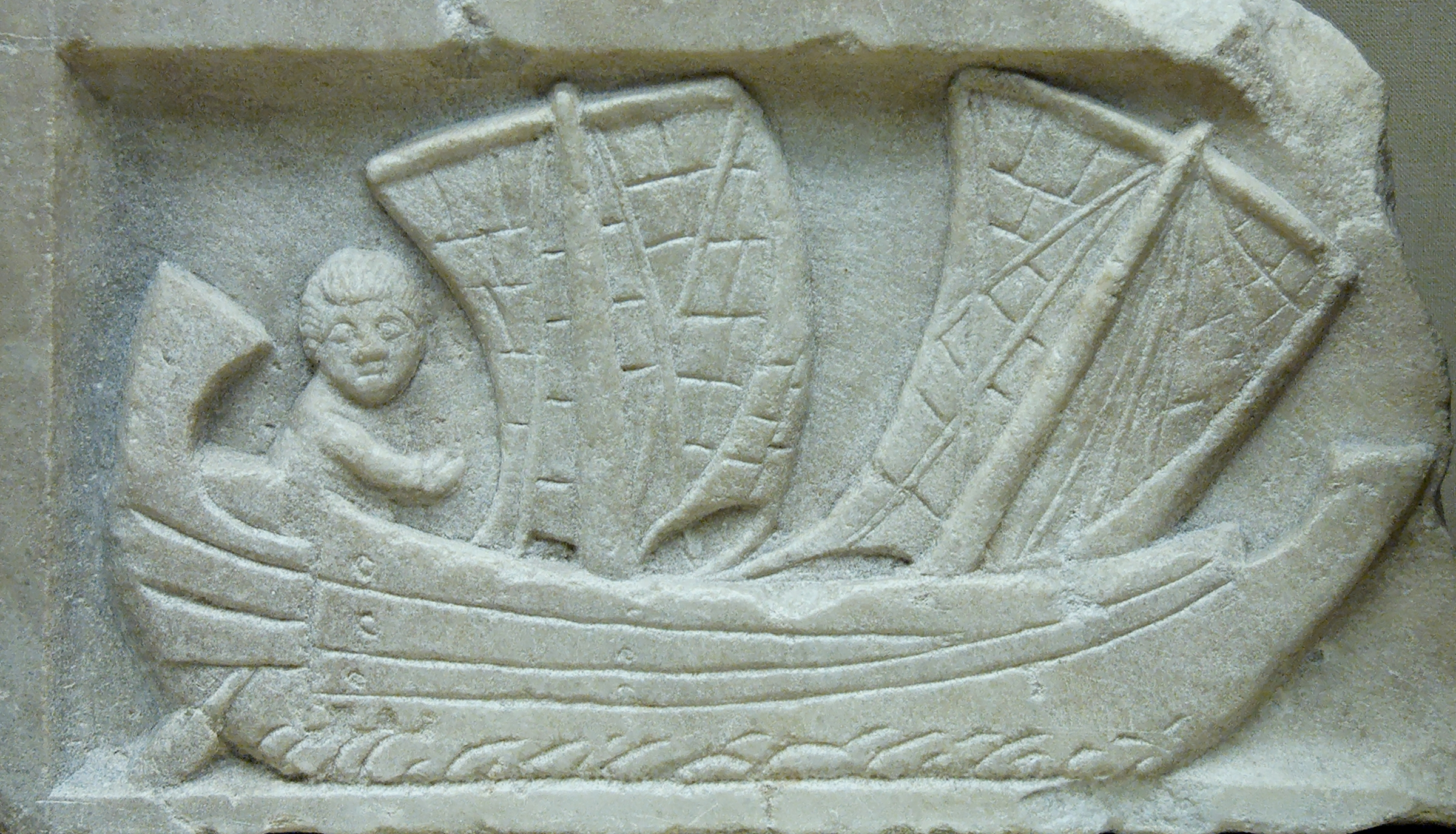
Rappresentazione di una nave su un marmo romano rialzato del II secolo trovato in Tunisia ed esposto al British Museum

Inoltre, i Cartaginesi fanno affidamento in queste aree ad una presenza fenicia prima della creazione di Cartagine, tranne forse lungo la costa atlantica. Il nuovo potere di Cartagine soppianta le vecchie città in declino della Fenicia in questa zona del Mediterraneo. Allo stesso modo, i Cartaginesi si alleano con gli Etruschi e le loro due flotte unite escono vittoriose dalla battaglia navale di Alalia, al largo della Corsica, contro i Greci di Massalia (l'attuale Marsiglia). Questi ultimi, dalla costa dell'attuale Turchia (Ionia), cercano di stabilirsi in Corsica, un'isola situata di fronte all'Etruria e a nord della Sardegna, un'area di influenza e colonizzazione punica. Quest'ultima isola è anche sulla rotta più breve tra le città massaliote e le altre città greche dell'Italia meridionale e, inoltre, con il Mediterraneo orientale. È con il declino etrusco che la Corsica entra nell'orbita cartaginese e si forma un nuovo impero marittimo.
La mutazione verso un impero più terrestre si scontra con i Greci di Sicilia e poi con il crescente potere di Roma e dei suoi alleati massalioti, campani o italiani. Il cuore cartaginese della Tunisia, alla vigilia delle guerre puniche, ha una capacità di produzione agricola superiore a quella di Roma e dei suoi alleati uniti, e il suo sfruttamento è l'ammirazione dei romani. I benefici della geografia, in particolare le ricche terre di cereali della valle di Medjerda, si aggiungono al talento agronomo di un popolo il cui trattato (quello di Magone) sarà ammirato a lungo. 

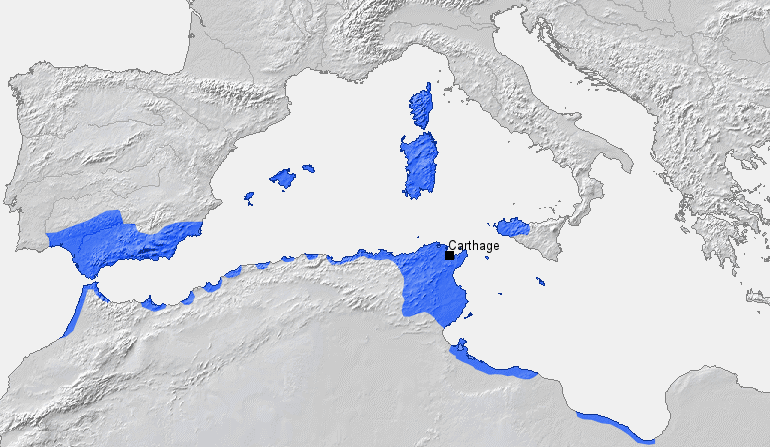
La città-stato di Cartagine e i territori sotto la sua influenza politica e/o commerciale verso 264 av. AD

Insieme a questa espansione - la Sardegna è in procinto di essere colonizzata e gli insediamenti spagnoli si stanno consolidando - la superpotenza commerciale, marittima, terrestre e agricola sta per sconfiggere i Greci in Sicilia.

### Cartagine e Roma: i trattati per le guerre puniche
Le relazioni tra Roma e la talassocrazia punica sono inizialmente cordiali, come dimostra il primo trattato firmato nel 509 a.C. Tuttavia, le relazioni si deteriorarono e lasciarono il posto alla diffidenza man mano che le due città-stato si svilupparono, poiché il confronto diventò inevitabile.
La lotta tra Roma e Cartagine crebbe con l'ascesa delle due città: queste furono le tre guerre puniche, che videro quasi la conquista di Roma ma terminarono con la distruzione di Cartagine, nel 146 a.C. dopo un assedio di tre anni. 

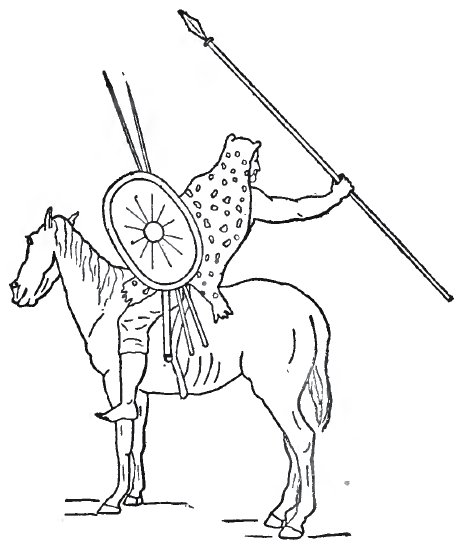
Disegno di un cavaliere Numide

La prima guerra punica, che copre gli anni dal 264 al 241 a.C., è un conflitto navale e terrestre in Sicilia e Tunisia. Nacque dalle lotte per l'influenza in Sicilia, terra situata a metà strada tra Roma e Cartagine, il cui scopo principale era il possesso dello Stretto di Messina. I cartaginesi presero prima la città di Messina, che preoccupava i romani, questa città si trova vicino alle città greche d'Italia che erano appena passate sotto la loro protezione. Appio Claudio Caudice attraversò lo stretto e sorprese la guarnigione punica di Messina, un evento che innescò l'inizio della guerra. A seguito di questa battuta d'arresto, il governo di Cartagine radunò le sue truppe ad Agrigento, ma i romani, guidati da Claudio e Manio Valerio Massimo Corvino Messalla, conquistarono le città di Segesta e Agrigento dopo un assedio di sette mesi. Dopo aver concluso la pace con i romani, Cartagine dovette reprimere una rivolta dei suoi mercenari. 

Battaglie della seconda guerra punica

La seconda guerra punica, negli anni dal 218 al 202 a.C., culminò nella Campagna d'Italia: il generale Annibale Barca, della famiglia dei Barcidi, riuscì ad attraversare i Pirenei e le Alpi con i suoi elefanti da guerra. Tuttavia, rinunciò ad entrare a Roma. Il pretesto per la guerra era stato l'assedio di Sagunto da parte dei Cartaginesi perché, secondo il trattato del 241 a.C., i Cartaginesi avrebbero dovuto rimanere a sud del fiume Ebro, che delimitava le rispettive zone di influenza.
L'attendismo di Annibale alla fine permise ai romani, alleati di Massinissa, il primo re dei Numidi unificati, di contrattaccare e riuscire a restituire il conflitto a loro favore nella Battaglia di Zama, nel 202 a.C., prendendo a Cartagine tutti i suoi possedimenti ispanici, distruggendo la sua flotta e vietando qualsiasi rimilitarizzazione. Eppure, nonostante la vittoria finale, questa guerra non soddisfece i romani. Spinti dalla paura di dover ancora affrontare Cartagine, decisero, secondo la famosa parola di Catone il Vecchio (Delenda Carthago, "È necessario distruggere Cartagine"), che la distruzione totale della città nemica fosse l'unico modo per garantire la sicurezza della Repubblica Romana. Di conseguenza, la Terza Guerra Punica (149-146 a.C.) venne scatenata da un'offensiva romana in Africa che portò alla sconfitta e alla distruzione di Cartagine dopo un assedio di tre anni. Dopo la seconda guerra punica, Cartagine riacquistò lentamente una certa prosperità economica tra il 200 e il 149 a.C. ma senza riuscire a ricostituire una flotta di guerra o un esercito importante. Da parte sua, il ristabilimento di Roma, nonostante le sue perdite navali, consentì al Senato romano di decidere una breve campagna per portare le truppe romane all'assedio di Cartagine, guidato da Scipione Emiliano, soprannominato quindi "il secondo africano". L'assedio terminò con la totale distruzione della città: i romani portarono le navi fenicie al porto e le incendiano ai piedi della città. Poi andarono di casa in casa eseguendo o riducendo in schiavitù la popolazione. La città bruciò per diciassette giorni venne cancellata della mappe e non furono lasciate altro che rovine.

Nel XX secolo, una teoria indica che i romani versarono sale sulle terre agricole di Cartagine per impedire la coltivazione della terra, teoria fortemente messa in discussione, e che l'Africa divenne in seguito il "granaio" di Roma, il territorio dell'antica città venne tuttavia dichiarato sacer, cioè maledetto. 

Resti della presenza punica in Tunisia
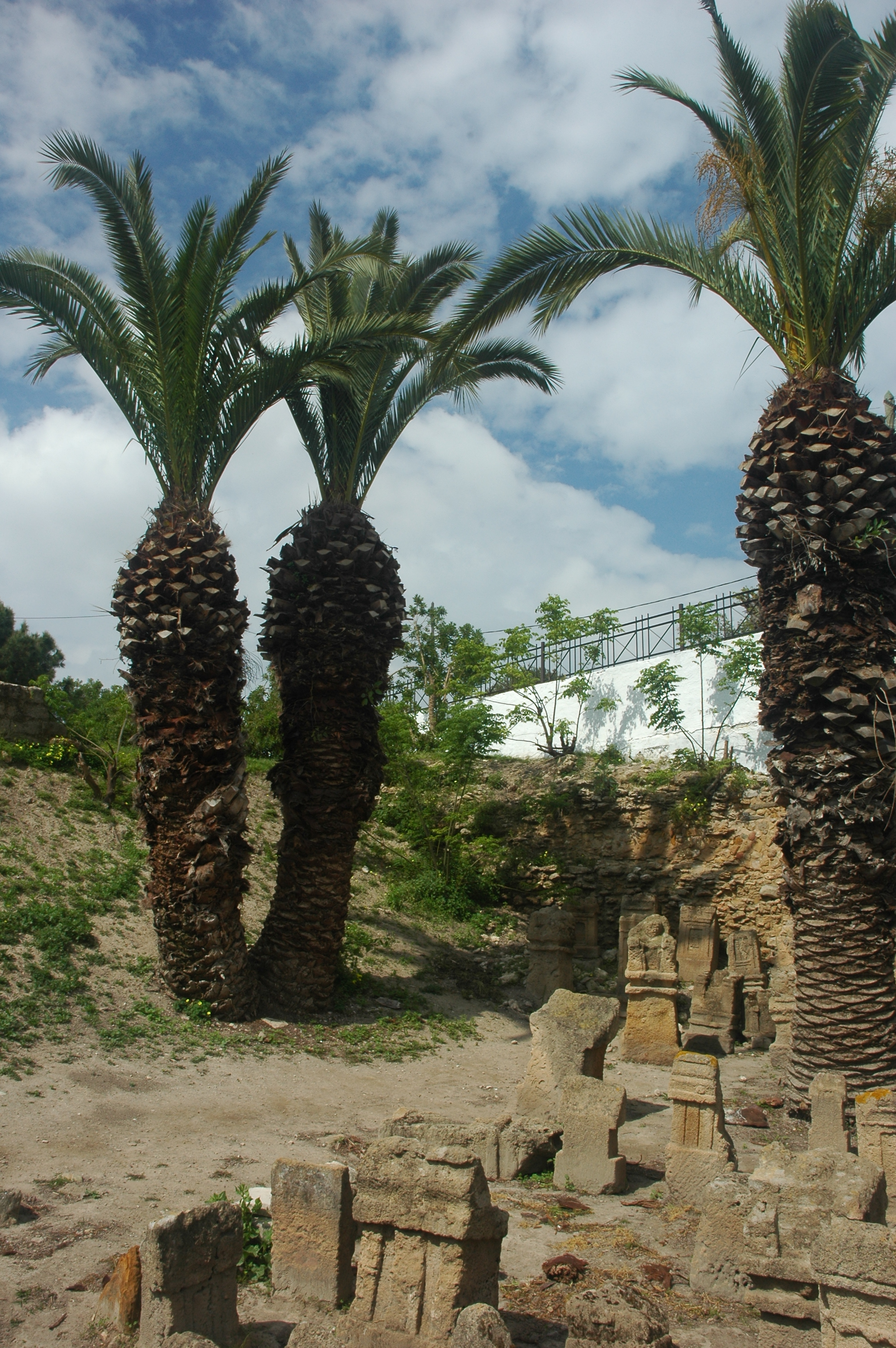
Resti del tofet di Cartagine
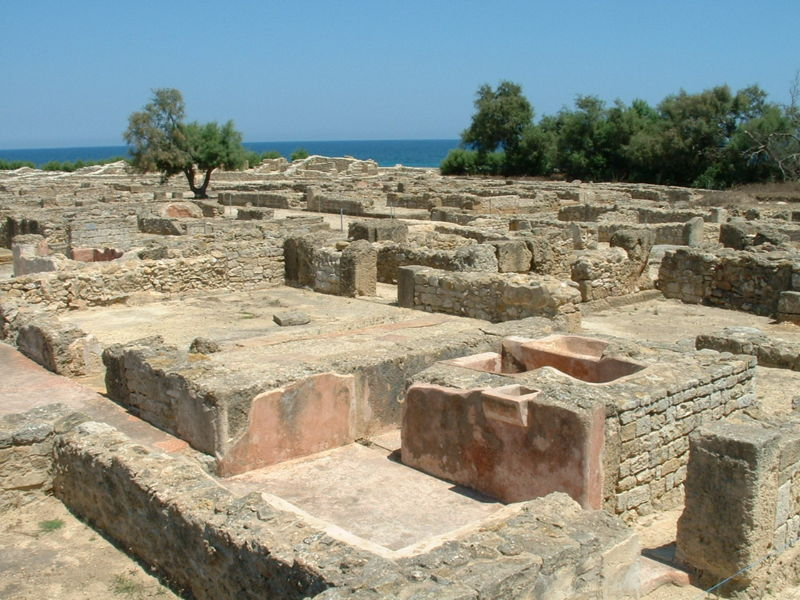
Vista delle rovine della città punica di Kerkouane (Cap Bon)
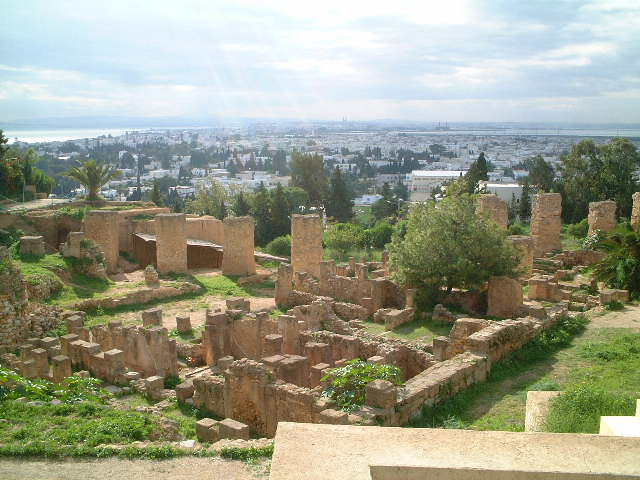
Il "quartiere di Annibale" a Byrsa (Cartagine)
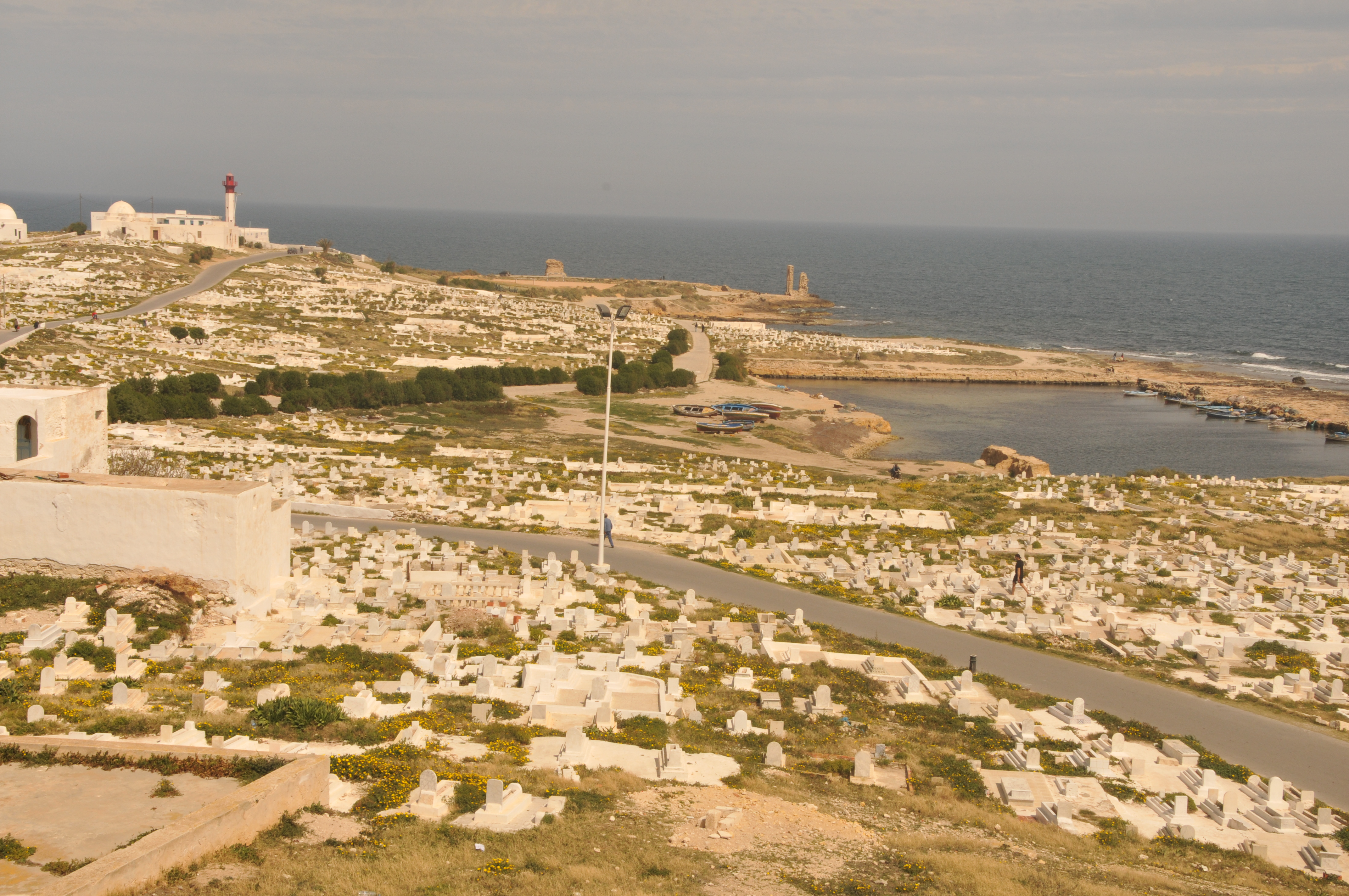
Il Coton di Mahdia

## Parte integrante dell'Africa romana

### L'eredità punica tra continuità e rottura

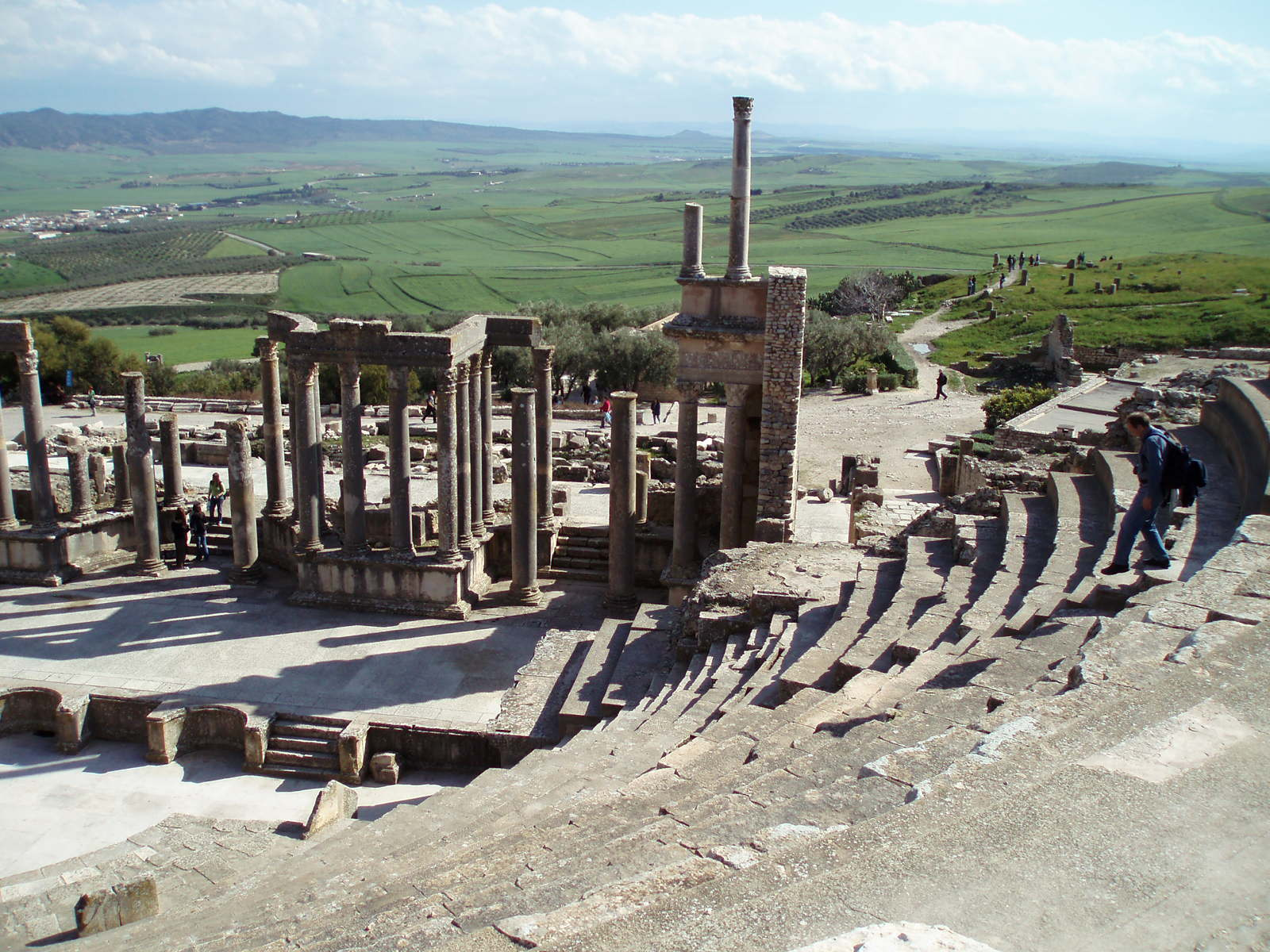
Il teatro di Dougga si affaccia su una ricca pianura di cereali

Alla fine della terza guerra punica, una volta che Roma ebbe sconfitto Cartagine, edificò sulle sue macerie una nuova città a partire dal 146 a.C. La fine delle guerre puniche segna l'istituzione della provincia romana dell'Africa, e Utica diventa la prima capitale, anche se il sito di Cartagine diventerà di nuovo capitale nel 14. Un primo tentativo di colonizzazione da parte dei Gracchi con la costituzione di una Colonia Junonia Carthago interrotto nel 122 a.C., causa la caduta e la morte del suo promotore, Caio Sempronio Gracco. Nel 44 a.C., Giulio Cesare decide di fondare una colonia romana, la Colonia Julia Carthago, ma saranno necessari alcuni decenni affinché Augusto inizi i lavori in città, che sarà in seguito la capitale della provincia. La monumentale raffinatezza della città svolgerà un ruolo importante nella romanizzazione della regione, questa "Roma africana" si diffonde nel ricco tessuto urbano del territorio dell'attuale Tunisia. La regione poi conobbe un periodo di prosperità in cui l'Africa diventerà per Roma un fornitore essenziale di prodotti agricoli, come ad esempio il grano e l'olio d'oliva, attraverso le piantagioni di costosi ulivi Cartaginesi. Il famoso porto di Cartagine viene trasformato in un porto monumentale per una flotta di grano il cui arrivo è atteso con impazienza ogni anno a Roma, con l'annona, l'istituzione della distribuzione del grano alla plebe. Da Chemtou si sfrutta un marmo con venature gialle e rosa che si esporta attraverso l'impero, mentre da El Haouaria viene estratta l'arenaria per costruire Cartagine. 

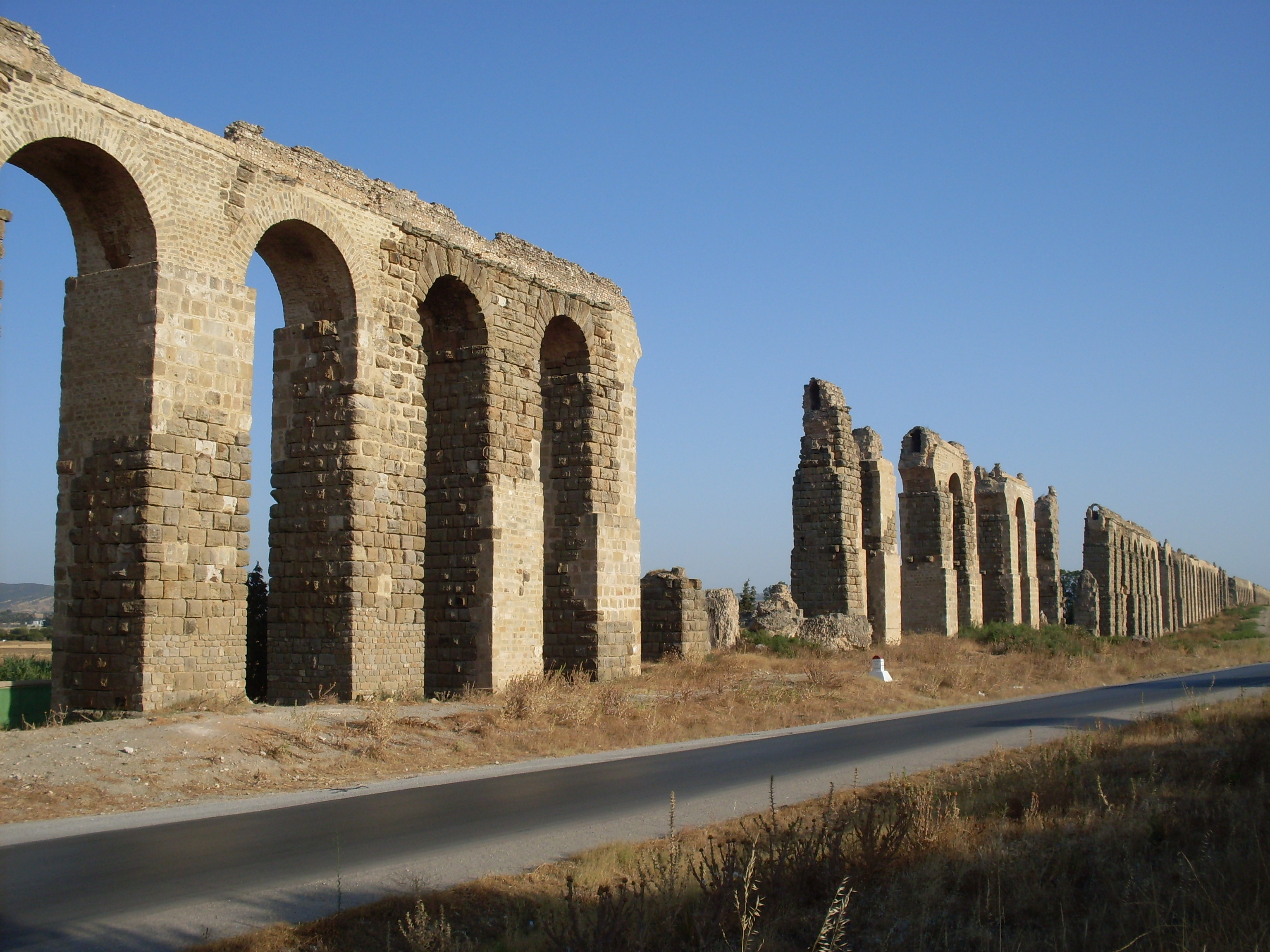
Parte restaurata dell'acquedotto di Zaghouan

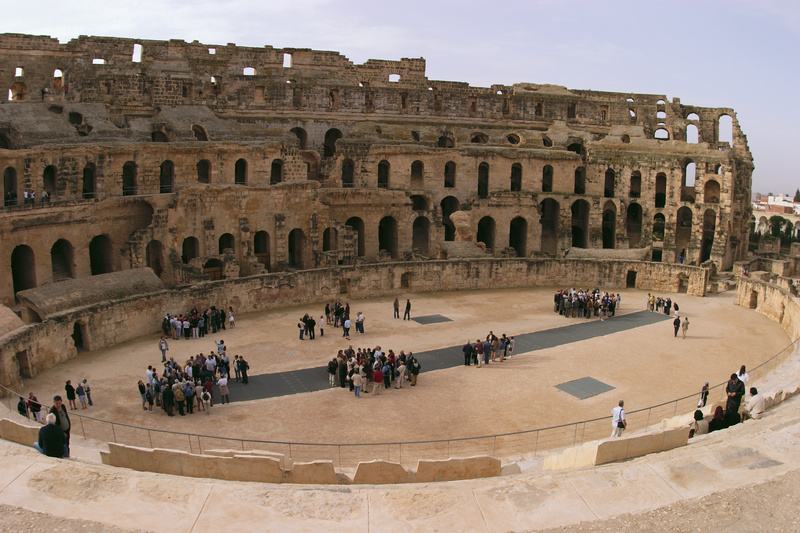
Arena dell'anfiteatro di El Jem

Altre produzioni includono ceramiche e prodotti ittici. La provincia si copre di una fitta rete di città romanizzate le cui vestigia ancora visibili rimangono ancora impressionanti: basta menzionare i siti di Dougga (antica Thugga), Sufetula, Bulla Regia, El Jem (Thysdrus) o Thuburbo Majus. Tra i simboli della ricchezza provinciale ci sono l'Anfiteatro di El Jem, uno dei più grandi del mondo romano, e il Teatro di Dougga. Oltre ai resti di edifici pubblici, oggi restano ricche abitazioni private, ville ricoperte di mosaici che la terra del paese continua a restituire agli archeologi. Parte integrante della Repubblica e poi dell'impero assieme alla Numidia, la Tunisia divenne per sei secoli la sede di una civiltà romano-africana di eccezionale ricchezza, fedele alla sua vocazione di "crocevia del mondo antico". La Tunisia è quindi il crogiolo dell'arte del mosaico, che si distingue per la sua originalità e le sue innovazioni. Sulle stele religiose distinguiamo antichi simboli come la falce di luna o il simbolo di Tanit. In competizione con gli dei romani, gli dei nativi compaiono sui fregi del periodo imperiale e l'adorazione di alcune divinità, Saturno e Giunone, fa parte della continuità dell'adorazione dei Punici da parte di Ba'al Hammon e Tanit. Il "crocevia del mondo antico" vede anche l'insediamento precoce delle comunità ebraiche e, sulla scia di queste, le prime comunità cristiane. La lingua punica in sé rimarrà a lungo in uso, fino al I secolo, ed è attestata in misura minore fino al tempo di Sant'Agostino. 

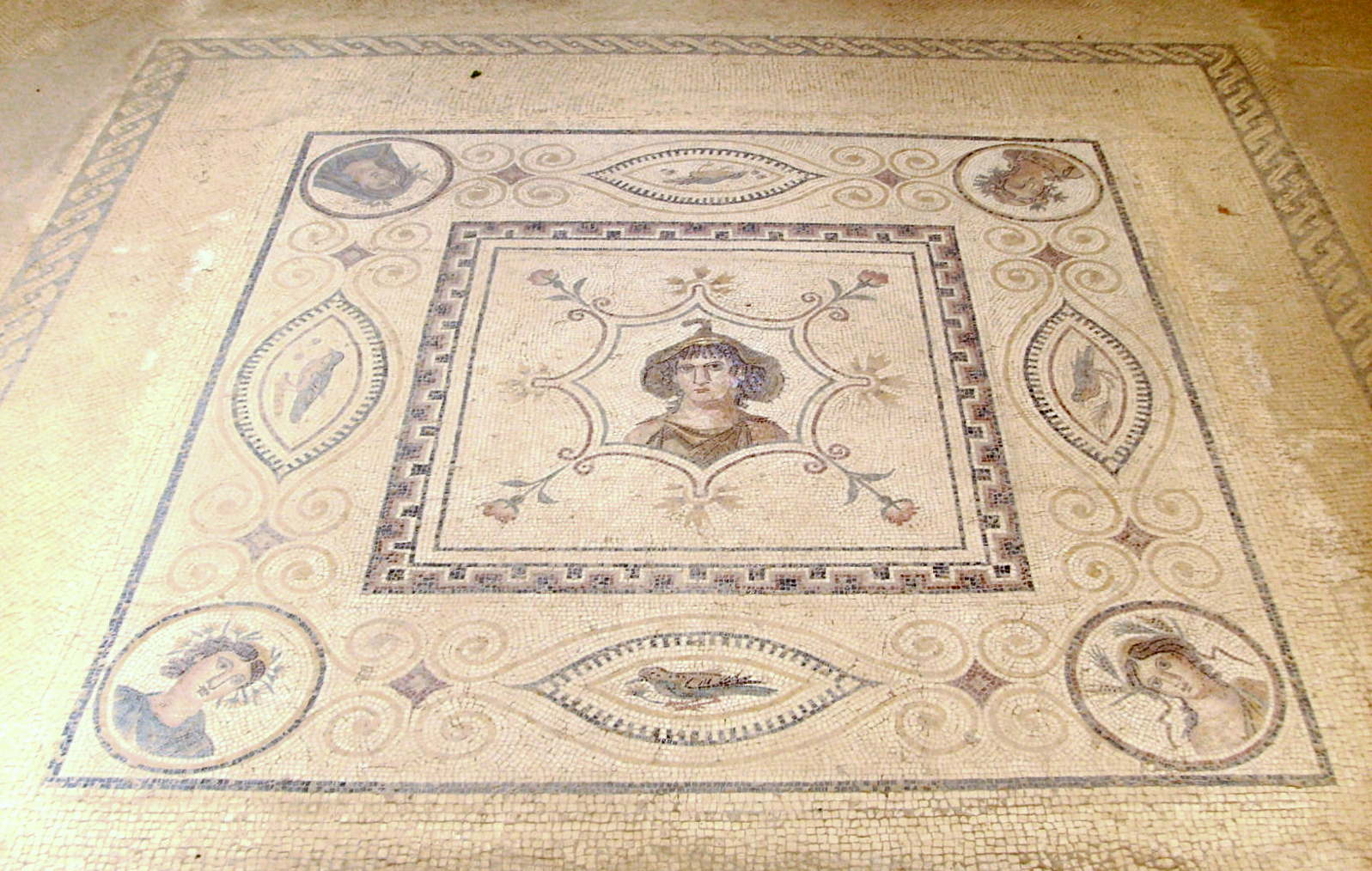
Mosaico dell'Africa e delle stagioni a El Jem

Il culmine del II e l'inizio del III secolo non saranno, tuttavia, senza problemi, la provincia sperimenterà alcune crisi nel III secolo: viene colpita nel 238 dalla repressione della rivolta di I Gordiano; subisce gli stessi scontri tra usurpatori all'inizio del IV secolo. La provincia è una delle meno colpite dalle difficoltà dell'Impero romano tra il 235 e l'inizio del IV secolo.

Con la Tetrarchia, la provincia recupera una prosperità rivelata dai resti archeologici, sia dagli edifici pubblici che dalle case private. Questa epoca era anche il primo secolo del cristianesimo ufficiale, che divenne religione legittima nel 313 e religione personale dell'imperatore Costantino. 

Resti della presenza romana in Tunisia
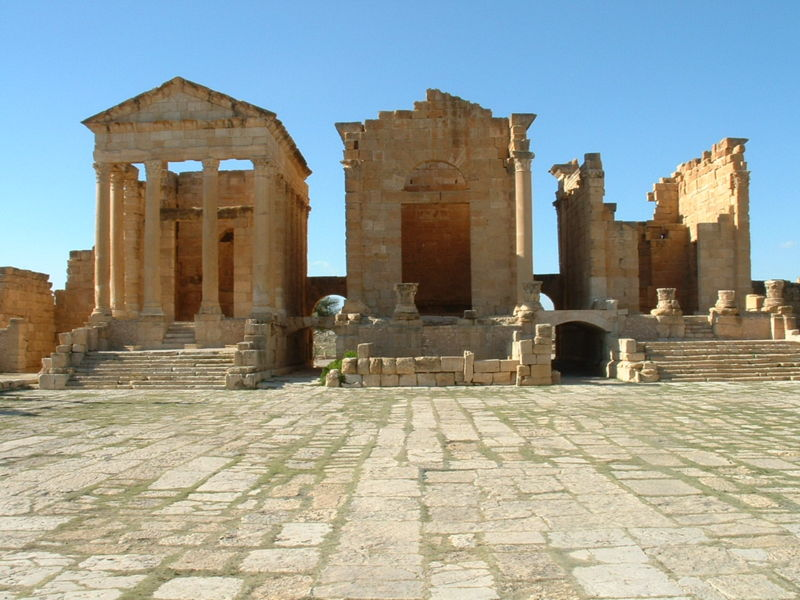
Rovine del Campidoglio di Sufetula
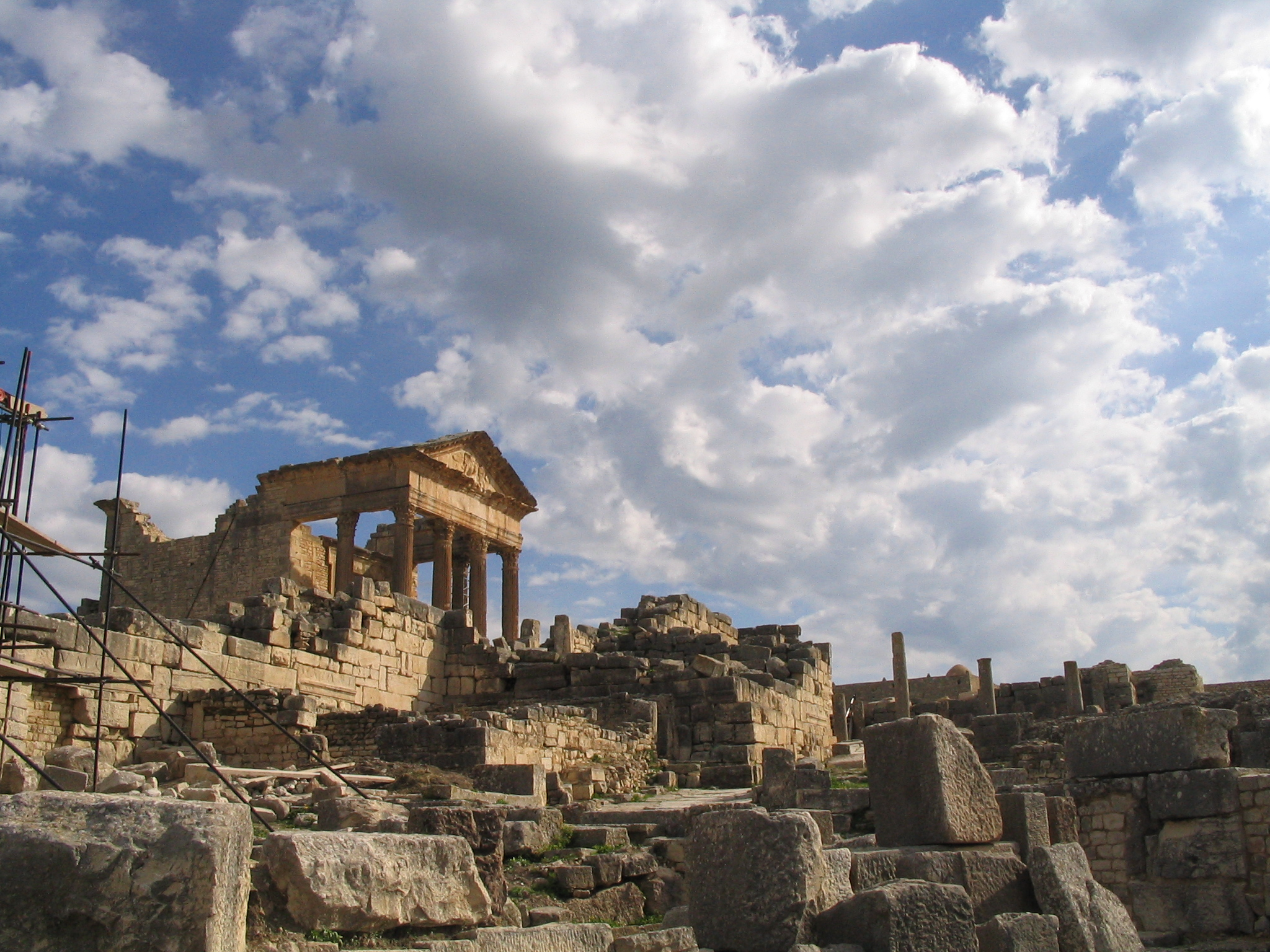
Vista di Dougga con la sua capitale
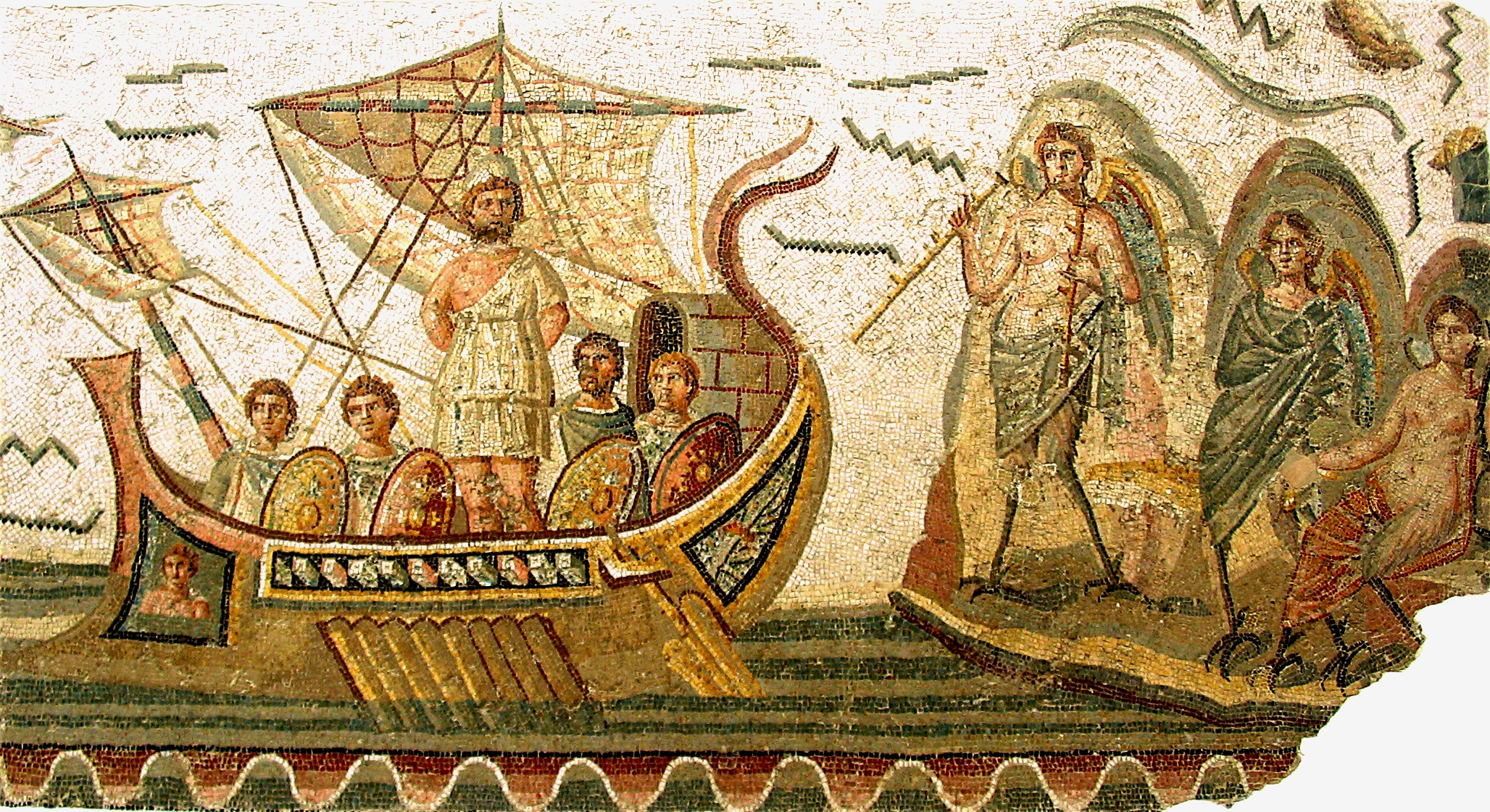
Mosaico di Ulisse e sirene a Dougga
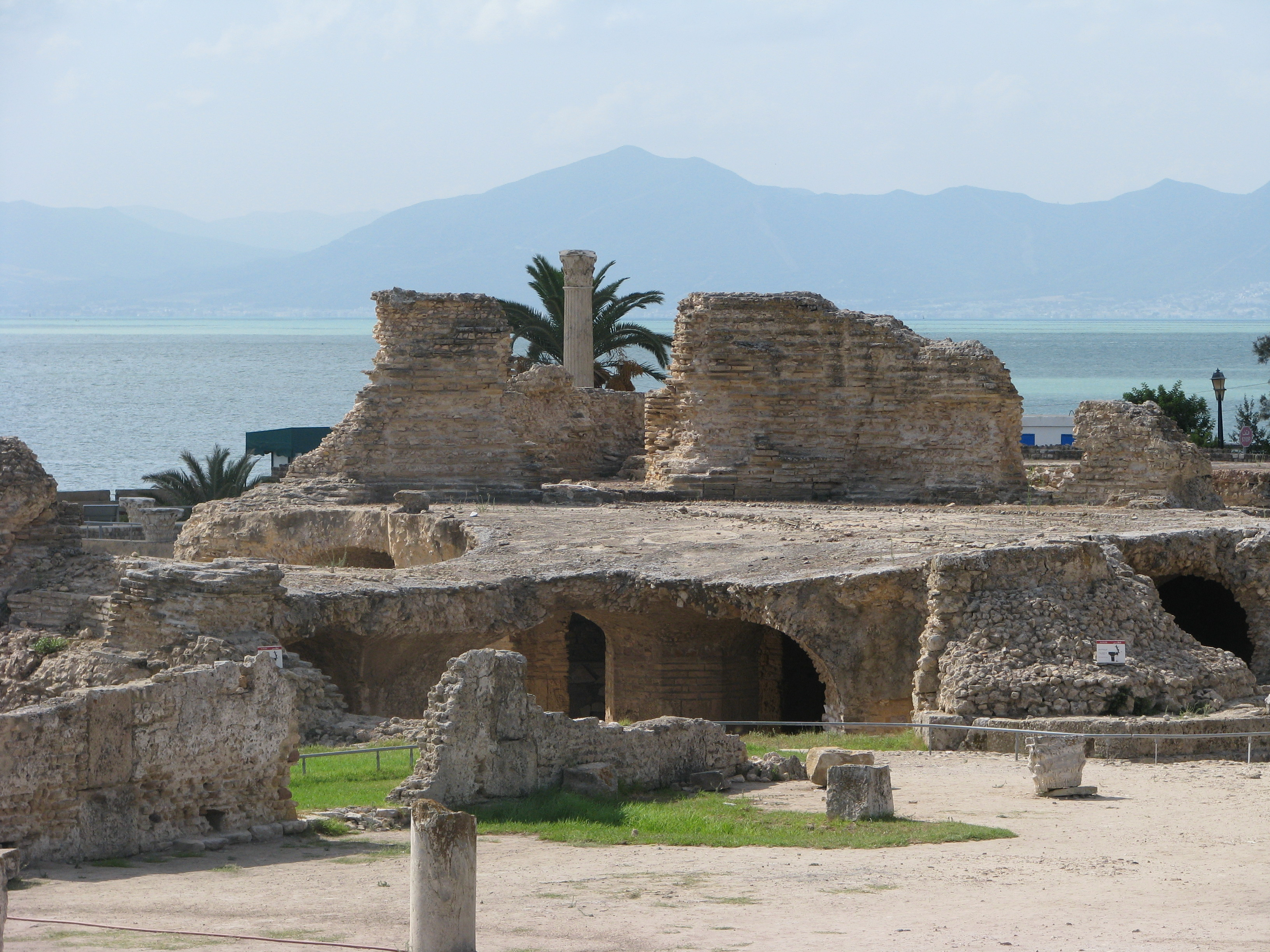
Terme di Antonino a Cartagine

### Centro d'espansione del cristianesimo
In uno spazio aperto verso l'esterno come era allora la provincia dell'Africa - Cartagine era particolarmente collegata alle grandi città di Alessandria e Antiochia, che erano due grandi centri di evangelizzazione -, il cristianesimo si sviluppa presto grazie a coloni, commercianti e soldati, e la regione diventa uno dei punti focali essenziali della diffusione della nuova fede, anche se gli scontri religiosi con i pagani sono violenti. Pertanto, la nuova religione si scontra prima con l'opposizione popolare, perché il cristianesimo strappa un tessuto sociale molto stretto, il paganesimo permea tutta la vita quotidiana e i suoi seguaci sono costretti a vivere lontano dalla vita domestica e pubblica. La coesione sociale sembra minacciata, dando luogo a risposte come il saccheggio delle tombe cristiane. Dal II secolo, la provincia applica anche sanzioni imperiali, i primi martiri vengono attestati il 17 luglio 180: chi rifiutava di accettare il culto ufficiale poteva essere torturato, retrocesso nelle isole, decapitato, consegnato alle bestie feroci, bruciato o crocifisso. 

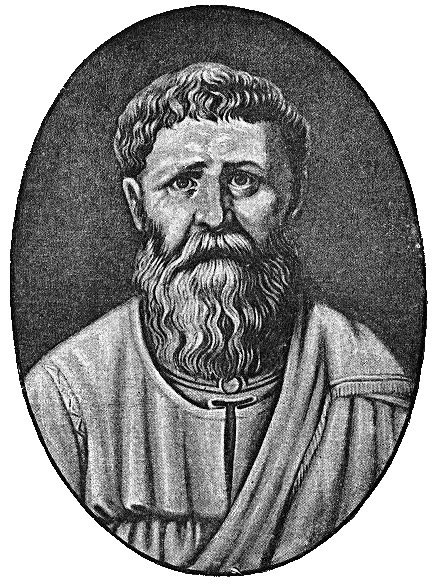
Sant'Agostino, figura del cristianesimo africano

Alla fine del II secolo, la nuova religione si diffonde nella provincia.  La nuova fede si muove più velocemente che in Europa, soprattutto grazie del ruolo sociale svolto dalla Chiesa africana che, a partire dalla seconda metà del III secolo, diventa un riferimento, non solo spirituale, nei numerosi e densi centri urbani della regione. È dal 400 circa che, sotto l'azione dinamica di Agostino di Ippona e l'impulso di alcuni vescovi, i grandi proprietari terrieri e l'aristocrazia urbana si radunano nel cristianesimo, dove vedono crescere il loro interesse, la Chiesa quindi integra i vari strati sociali. Rapidamente, la provincia dell'Africa viene considerata un faro del cristianesimo latino occidentale; Tertulliano è uno dei primi scrittori cristiani di lingua latina e San Cipriano, primo vescovo di Cartagine, viene martirizzato il 14 settembre 258, in un momento in cui la nuova religione è già diffusa nella società. Questa espansione, tuttavia, incontra degli ostacoli, in particolare durante lo scisma donatista - a causa di rivalità tra i prelati desiderosi di occupare la sede del Primate d'Africa - che viene condannato in via definitiva dal Consiglio di Cartagine, aperto il 1 giugno 411 e organizzato dal suo più ardente avversario nella persona del vescovo Agostino di Ippona. Egli accusa gli scismatici di tagliare i legami tra la Chiesa cattolica africana e le Chiese orientali originali. Nonostante questa lotta religiosa, la situazione economica, sociale e culturale è relativamente favorevole al tempo del trionfo del cristianesimo, come dimostrano i numerosi resti, tra cui le basiliche a Cartagine - in particolare quella di Damous El Karita - e molte chiese costruite in antichi templi pagani (come Sbeïtla) o anche alcune chiese rurali scoperte di recente.

Questo dinamismo durerà a lungo, anche durante il periodo vandalico. 

Tracce del cristianesimo in Tunisia
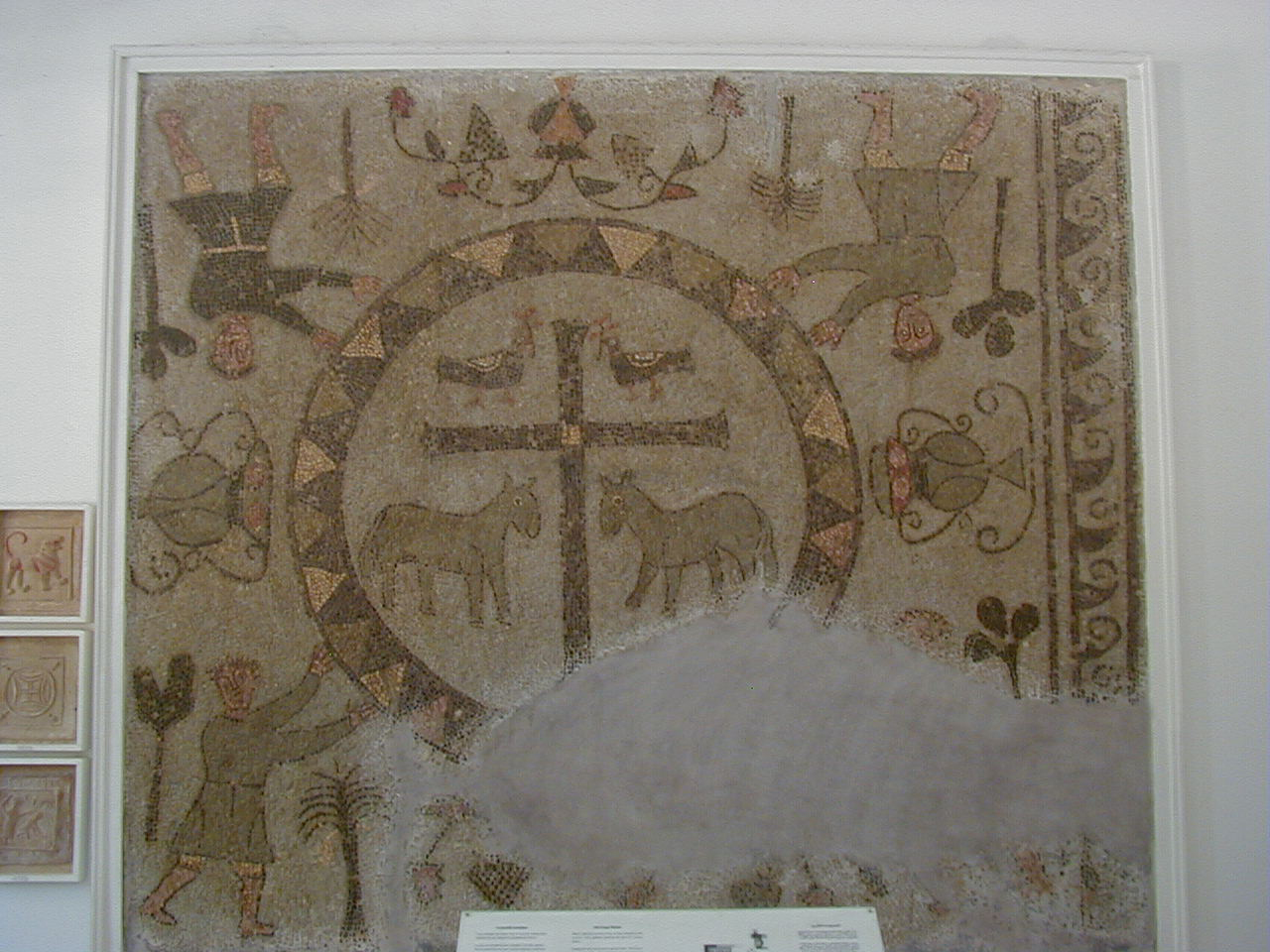
Mosaico dei quattro Evangelisti del Carthus Vicus Castrorum (Museo Nazionale di Cartagine)
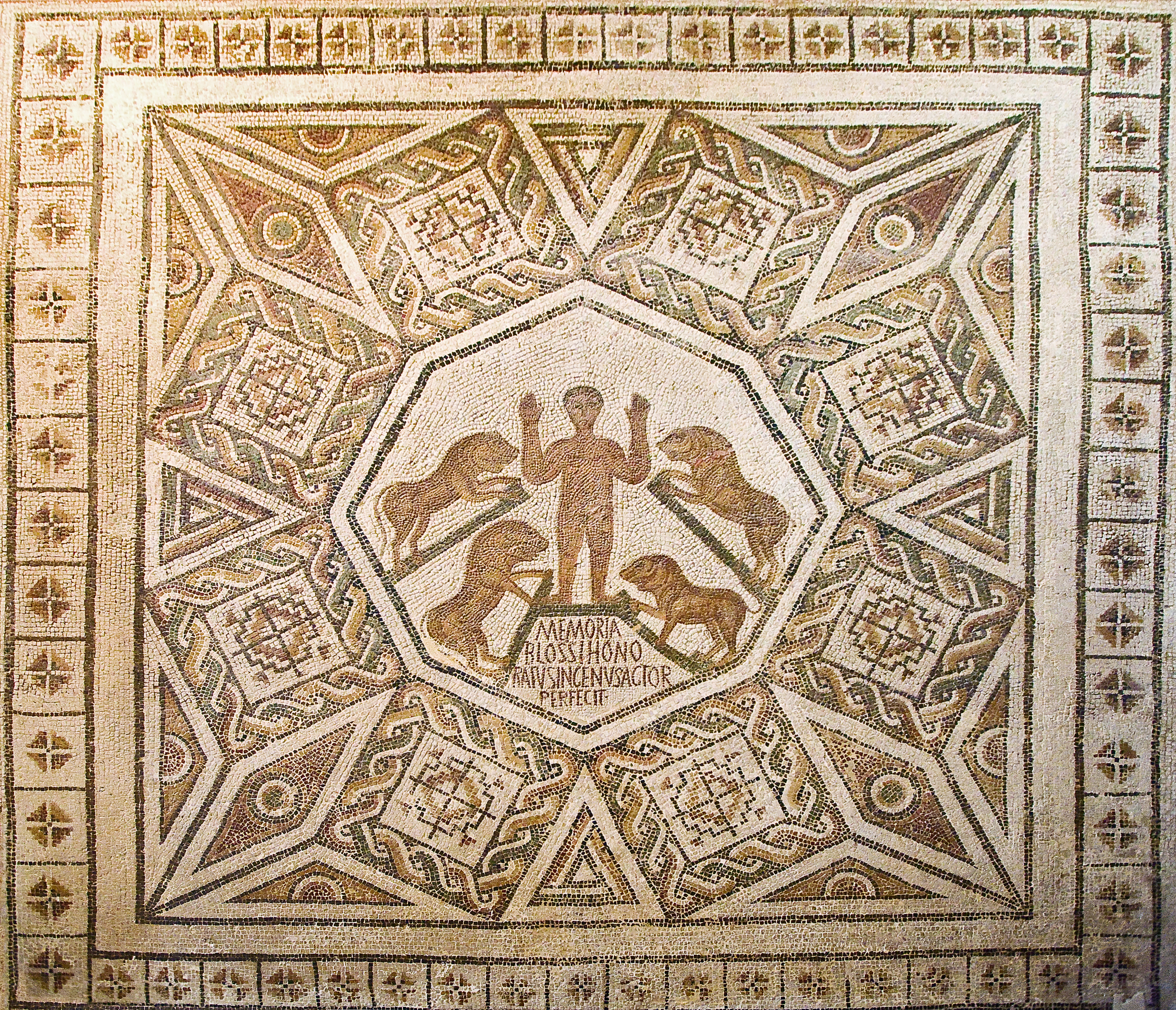
Mosaico di Daniele nella fossa dei leoni esposto nel Museo Nazionale del Bardo
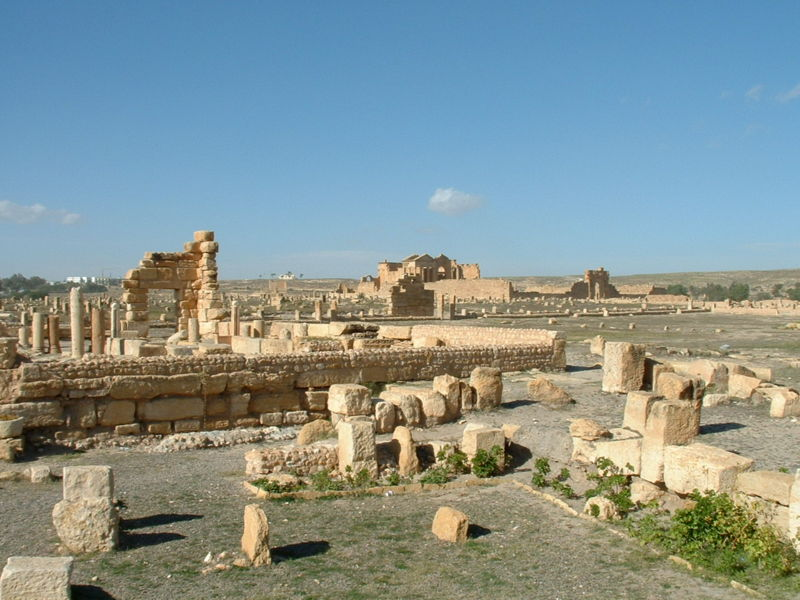
Chiesa di Sbeitla
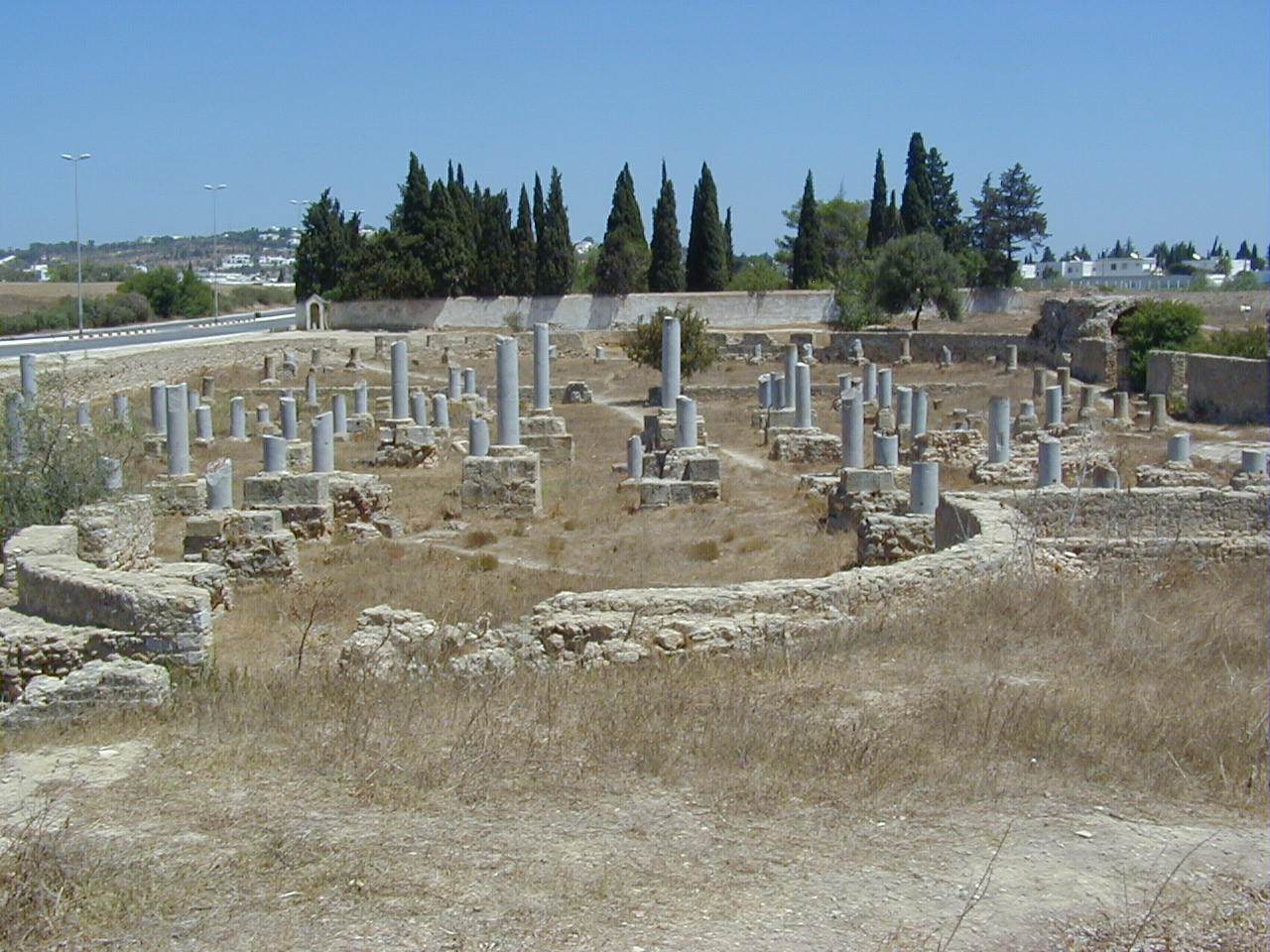
Basilica di Damous El Karita a Cartagine

## Tarda antichità

### La dominazione vandalica

Mappa della Tunisia durante le invasioni barbariche

Nel 429, guidati dal loro leader Genserico, i Vandali e gli Alani attraversano lo Stretto di Gibilterra. Il 19 ottobre 439, dopo aver preso il controllo di Ippona, entrano a Cartagine, dove hanno stabilito il loro regno per quasi un secolo. I Vandali sono seguaci dell'arianesimo, dichiarata come eresia cristiana dal Concilio di Nicea, il che non facilita i rapporti tra loro ed i notabili locali principalmente i Calcedoniani. Il clero africano si oppone a ciò che vede come un doppio pregiudizio: il dominio dei barbari e quello degli eretici.
Ma i Vandali esigevano dal popolo una totale fedeltà al loro potere e alla loro fede. Di conseguenza, coloro che cercavano di opporsi a loro o all'arianesimo venivano perseguitati: molti uomini di chiesa vennero martirizzati, imprigionati o esiliati nei campi a sud di Gafsa. In campo economico, i Vandali applicarono alla Chiesa la politica di confisca che dovevano subire i grandi proprietari terrieri. I domini e i loro schiavi vennero trasferiti al clero ariano. Questa politica si indurì quando Unnerico successe a suo padre. Iniziò dapprima una sanguinosa persecuzione contro i Manichei e poi furono banditi tutti coloro che non aderirono alla Chiesa ufficiale per ricoprire una posizione nella pubblica amministrazione. 

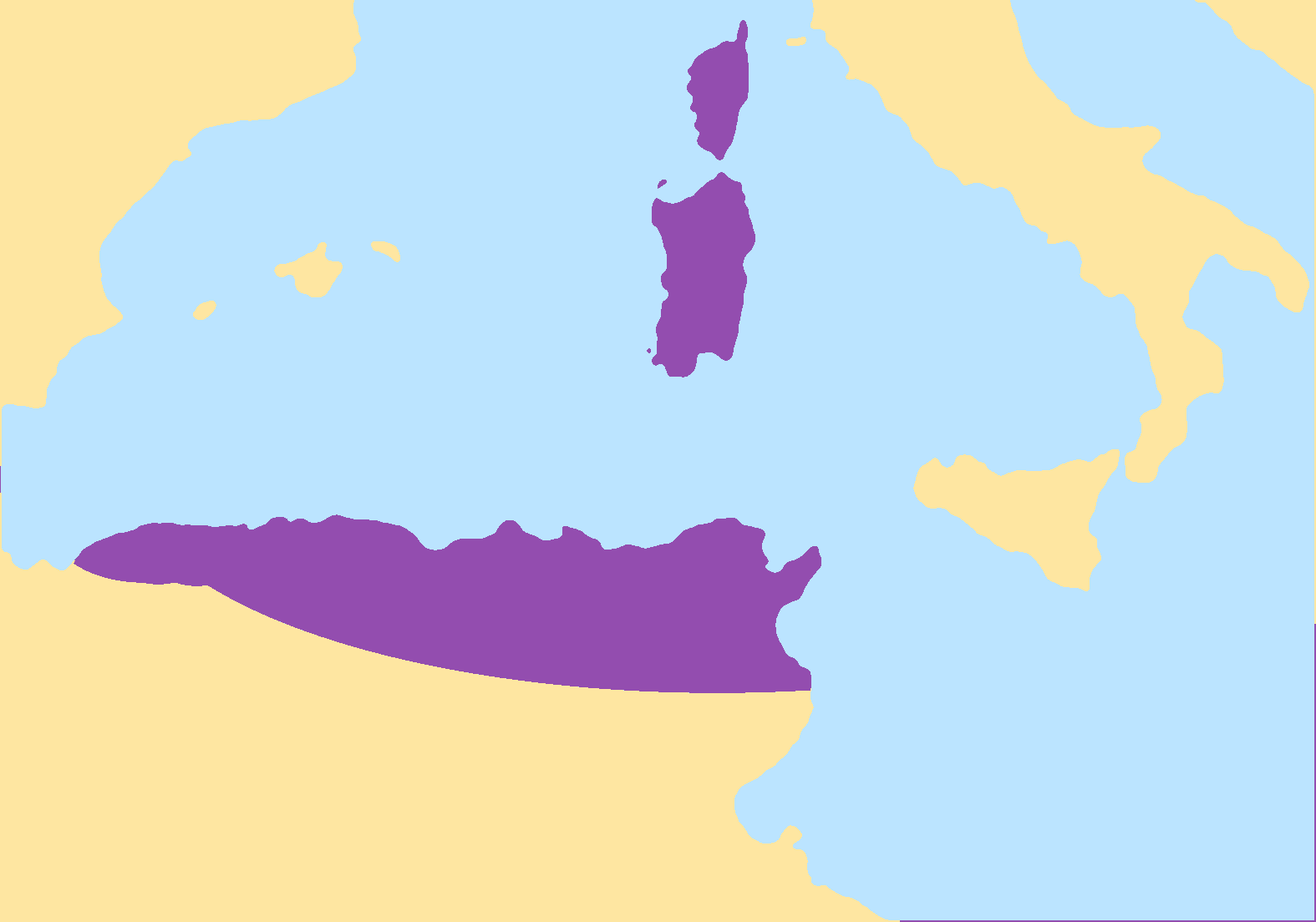
Estensione approssimativa del regno vandalico intorno al 455

Alla morte di Unnerico, i suoi nipoti Gutemondo e Trasamondo gli succedettero e perseguono la politica di "arianizzazione". Il clero calcedoniano venne sovraccarico di tasse e multe e Trasamondo condannò all'esilio 120 vescovi. Le testimonianze letterarie sul periodo vandalico, in particolare di Vittore di Vita, sono molto severe. L'archeologia evidenzia anche una significativa distruzione al tempo del regno vandalico, come dimostrato dal teatro e dall'odeon di Cartagine. Tuttavia, "la maggior parte degli storici moderni [considera questo periodo] come un breve passaggio, un evento di breve durata" o "un episodio".
Tuttavia, la cultura latina rimase ampiamente preservata e il cristianesimo prosperò fino a quando non si oppone al sovrano al potere. Gli stessi Vandali, che divennero i padroni della più ricca provincia romana dell'Impero, si arresero alla dolcezza della vita della Tunisia. Il reclutamento del loro esercito soffrì così tanto che preferirono arruolare i nativi berberi, per lo più romanizzati. Il loro territorio, circondato da principati berberi, venne attaccato da tribù nomadi di cammelli: la loro sconfitta nel dicembre del 533 nella battaglia di Tricameron confermò l'annientamento del potere militare vandalico.

### Periodo bizantino
Cartagine è facilmente presa dai romani d'Oriente (i cosiddetti Bizantini) guidati dal generale Belisario, inviato da Giustiniano. Il primo obiettivo dell'Imperatore Giustiniano è di controllare il Mediterraneo occidentale per ricostituire l'unità dell'Impero Romano. L'esercito bizantino, composto in realtà da legionari in particolare eruli e slavi, affonda la cavalleria vandalica precedentemente tanto temuta, e l'ultimo re, Gelimero, risale al 534. Quindi, i bizantini stabiliscono pesanti tasse che suscitano la resistenza dei berberi. La maggior parte dei Vandali vengono deportati in Oriente come prigionieri (per stabilirsi in Anatolia), mentre altri vengono reclutati con la forza nell'esercito come soldati ausiliari, insieme agli Eruli e agli Slavi. Ciò consente loro di rimanere nel paese, mentre l'amministrazione romana viene ripristinata. 

Espansione dell'Impero Romano d'Oriente sotto il regno dell'imperatore Giustiniano

In occasione del Concilio del 534, il vescovo di Cartagine riunì 220 dei suoi colleghi per sfidare la volontà imperiale di controllarli. Questo consiglio dichiara che, anche se l'imperatore deve applicare le direttive ecclesiastiche, non deve determinarle. Giustiniano reagisce: i refrattari sono punibili con punizioni corporali ed esilio, mentre i più riluttanti sono sostituiti da uomini devoti all'imperatore. La Chiesa in Africa è messa al passo e Cartagine divenne la sede della sua diocesi in Africa.
Alla fine della VI secolo, la regione è posta sotto l'autorità di un esarca che accumula le potenze civili e militari e ha una grande autonomia nei confronti dell'imperatore. Al nome della Chiesa, gli esarchi inseguono il paganesimo (ancora comune tra i Berberi), e combattono l'ebraismo e le eresie cristiane.
Ma falliscono di fronte al monotelismo, mentre gli imperatori bizantini lasciano fare: uno spirito insurrezionale insorge nelle confederazioni di tribù sedimentarizzate, politeiste o monoteliste e costituito in principati. Queste tribù berbere sono tanto più ostili al potere bizantino centrale e sono consapevoli della propria forza. Per quanto riguarda il popolo, subordinato all'amministrazione, messo sotto pressione dal fisco ed esposto agli abusi dei governatori, arriva a pentirsi del tempo dei Vandali. Ancor prima della sua cattura da parte degli arabi nel 698, la capitale e in una certa misura - meno facile da comprendere - le province africane furono in gran parte abbandonate dai loro abitanti romani e greci che investite dai berberi discesero le montagne o giunserò del deserto: Abdelmajid Ennabli parla di Cartagine, una città "trascurata dal potere centrale preoccupata per la propria sopravvivenza". All'inizio del VII secolo, l'archeologia testimonia un declino.

## Medioevo arabo-musulmano
Questa era è segnata dallo sviluppo urbano del paese e dall'apparizione di grandi pensatori come Ibn Khaldun, storico e padre della sociologia moderna.

### Islamizzazione e arabizzazione del territorio
Sono necessarie tre spedizioni affinché gli arabi riescano a conquistare la Tunisia. In questo contesto, la conversione delle tribù non si svolge in modo uniforme e presenta resistenze, apostasie ad hoc o adozione di sincretismi. L'arabizzazione sarà ancora più lenta. 

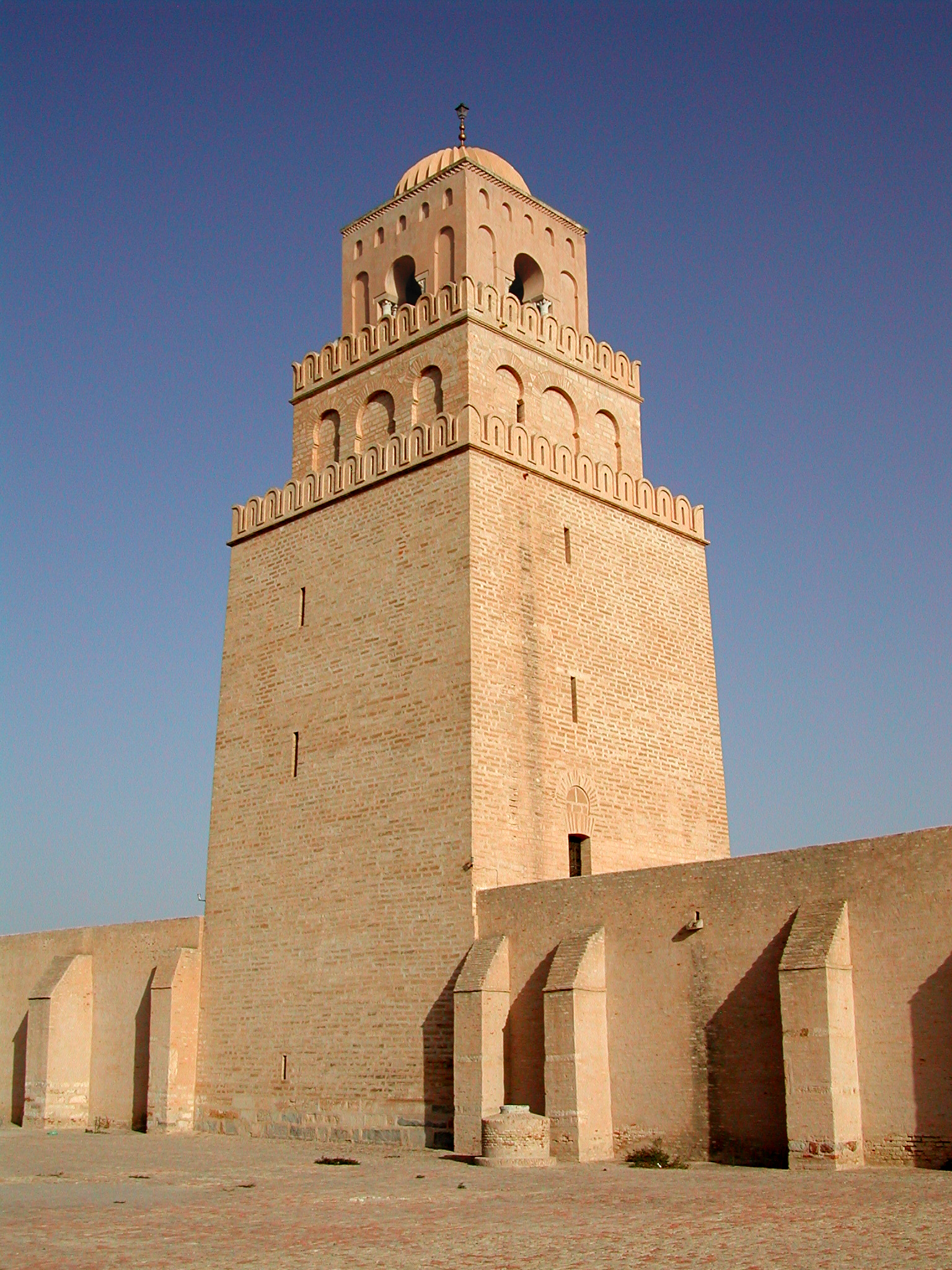
Minareto della Grande Moschea di Kairouan fondata nel 670 da Oqba Ibn Nafi al-Fihri

La prima spedizione venne lanciata nel 647. L'esarca Gregorio venne sconfitto a Sbeitla, il che mostra l'esistenza di punti deboli tra i bizantini. Nel 661, una seconda offensiva termina con la cattura di Biserta. La terza, condotta nel 670 da Oqba Ibn Nafi al-Fihri, è decisiva: quest'ultimo fondò la città di Kairouan e la sua Grande Moschea nello stesso anno e questa città divenne la base delle spedizioni contro il nord e l'ovest del Maghreb. L'invasione completa non fallisce con la morte di Ibn Nafi nel 683. Un leader moresco, Kusayla, prende quindi il controllo di Kairouan. Inviato nel 693 con un potente esercito arabo, il generale Ghassanide Hassan ibn Numan riuscì a sconfiggere l'esarca e prendere Cartagine nel 695. Solo alcuni berberi, guidati da Kahina resistettero. I bizantini, sfruttando la loro superiorità navale, sbarcarono con un esercito che catturò Cartagine nel 696 mentre Kahina vinse una battaglia contro gli arabi nel 697. Quest'ultimi, al prezzo di un nuovo sforzo, finalmente riprendono Cartagine nel 698 e sconfiggono e uccidono Kahina. Cartagine viene gradualmente abbandonata a favore di un nuovo porto vicino, Tunisi, e i musulmani, attivi nel Mediterraneo occidentale iniziano a razziare la Sicilia e le coste italiane.
A differenza dei precedenti invasori, gli arabi non si accontentano di occupare la costa e si impegnano a conquistare l'interno del paese. Dopo aver resistito, i berberi si convertirono alla religione dei loro conquistatori, principalmente attraverso il loro reclutamento nei ranghi dell'esercito vittorioso. I centri di formazione religiosa vengono quindi organizzati, come a Kairouan, all'interno dei nuovi ribat. Inoltre, la moschea Zaytuna fu costruita a Tunisi dagli Omayyadi intorno al 732. Tuttavia, non possiamo stimare l'estensione di questo movimento di aderenza all'Islam. Inoltre, rifiutando l'assimilazione, molti rifiutano la religione dominante e aderiscono al kharigismo, eresia nata in Oriente che proclama l'uguaglianza di tutti i musulmani indipendentemente dalla razza o dalla classe. Nel 745, i kharigiti berberi presero Kairouan sotto il comando di Abu Qurra, della tribù Banu Ifren.
La regione rimane una provincia omayyade fino al 750, quando la lotta tra Omayyadi e Abbasidi vede prevalere quest'ultima. Dal 767 al 776, i kharigiti berberi al comando di Abu Qurra conquistarono l'intero territorio, ma alla fine si ritirarono nel loro regno di Tlemcen, dopo aver ucciso Omar ibn Hafs, soprannominato Hezarmerd, leader della Tunisia in quel periodo.

### Aglabidi

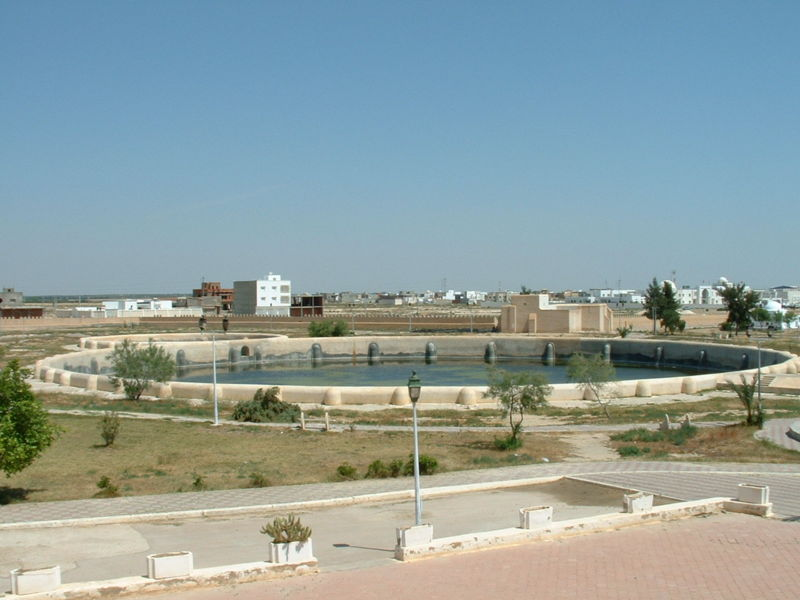
Bacini degli Aghlabidi a Kairouan

Nel 800, il califfo abbaside Hārūn al-Rashīd delegò la sua autorità nell’Ifriqiya all'emiro Ibrahim ibn Al-Aghlab e gli dà il diritto di trasmettere il suo ufficio per eredità. Al-Aghlab istituisce la dinastia Aglabide, che regna per oltre un secolo nel Maghreb centrale e orientale. Il territorio gode di indipendenza formale pur riconoscendo la sovranità abbaside. Successivamente, gli emiri Aglabidi continuano a giurare fedeltà al califfo abbaside, cosicché sotto il regno di Al-Ma'mūn (813-833), gli Aglabidi pagano royalties annuali di 120 tappeti. 

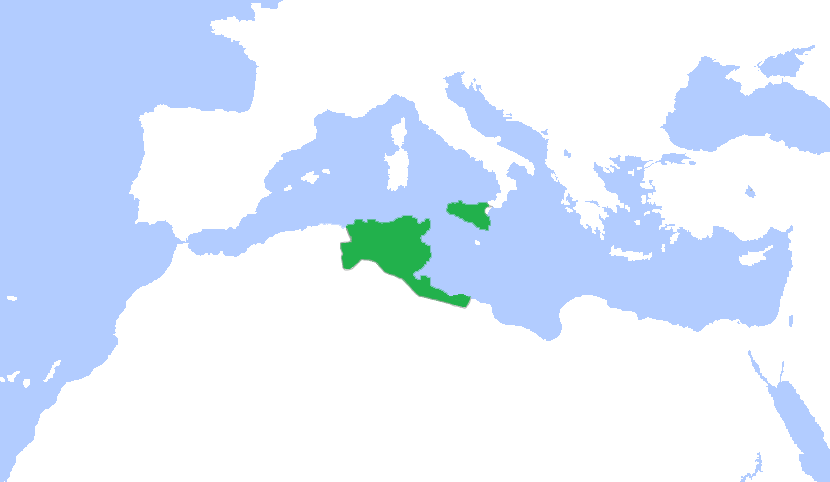
Estensione massima degli Aglabidi

La Tunisia diventa un importante centro culturale con l'influenza di Kairouan, dotata di una casa di saggezza aperta agli studiosi, e la sua Grande Moschea, un rinomato centro intellettuale. La moschea Zaytuna di Tunisi, la seconda moschea più grande della Tunisia dopo quella di Kairouan, è stata completamente ricostruita. Kairouan, descritto da Oqba Ibn Nafi al-Fihri come un "bastione dell'Islam fino alla fine dei tempi", viene scelto come capitale prima di essere sostituito da Raqqada e El Abbasiyya, considerati i suoi "satelliti ".
La crescita economica dell'Ifriqiya è la più significativa del Maghreb grazie alle importazioni di oro di Nigrite. Viene mantenuta una buona politica in materia di acque, che porta allo sviluppo dell'agricoltura Molte opere idrauliche romane furono rinnovate - in particolare la cisterna di Sufra di Sousse - e ne furono costruite un buon numero, compresi i bacini di Kairouan.
Da un punto di vista militare, gli Aglabidi eressero fortificazioni, in particolare le mura di Sfax e i ribat di Sousse e Monastir. Ebbero una potente flotta da combattimento per scongiurare il pericolo sciita proveniente dal mare, mantenendo buoni rapporti con l'Egitto e il Regno di Tahert. Questa flotta e queste protezioni permisero di prendere Malta, ma soprattutto di attaccare la Sicilia nel 827, durante il regno di Allah Ziadet I (817-838), prima di prenderla nel 902 sotto Ibrahim II (875-902). Alla fine del suo regno, Tunisi divenne la capitale dell'emirato fino al 909.

### Fatimidi e Ziridi
Abu Abd Allah ach-Chi'i, che dichiara di discendere da Fatima Zahra - figlia di Maometto e moglie di Ali ibn Abi Talib, venerato tra gli sciiti -, aiutato dai berberi che rifiutano il dominio degli Aghlabidi, attaccò il loro regno. Supportato dalle tribù Kutama che formavano un esercito fanatico, portò all'azione del proselito di Ismailita e determinando la scomparsa dell'emirato in quindici anni (893 - 909). 

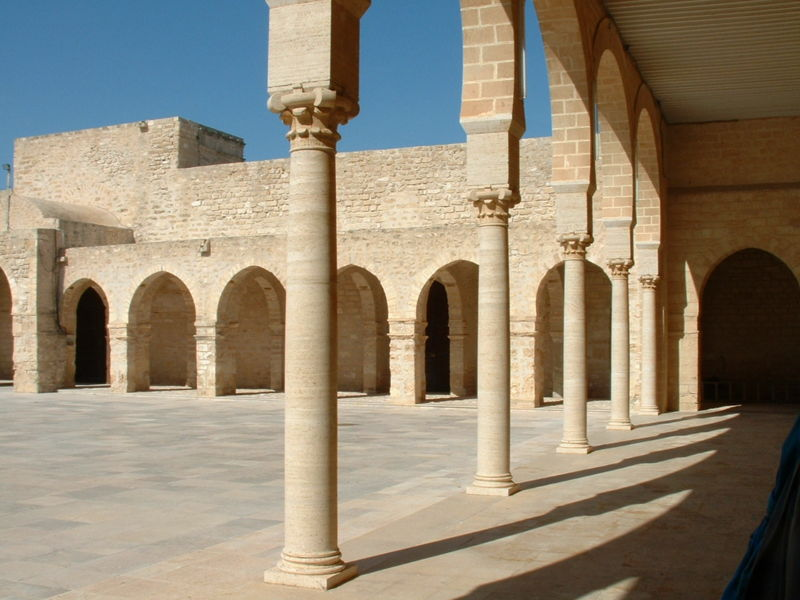
Grande moschea di Mahdia costruita dagli sciiti fatimidi

Nel dicembre 909, Ubayd Allah al-Mahdi si proclamò califfo e fondò la dinastia Fatimida, dichiarando usurpatori i califfi omayyadi e gli Abbasidi riuniti nel sunnismo. Assicurando una rigorosa politica fiscale e determinato a imporre lo sciismo, dovette affrontare una forte opposizione evidenziata da una cospirazione sventata fin dal 911. Ciononostante, lo stato Fatimida si impose progressivamente in tutto il Nord Africa controllando le rotte delle carovane e commerciando con l'Africa sub-sahariana. Nel 921, la città di Mahdia, la prima capitale fondata dagli arabi su una costa, venne fondata e proclamata come capitale del califfato.
Nel 945, Abu Yazid, della grande tribù Banu Ifren, organizzò senza successo una grande rivolta berbera per scacciare i Fatimidi. Il terzo califfo, Isma'il al-Mansur, poi trasferisce la capitale Kairouan e conquista la Sicilia nel 948. Quando la dinastia Fatimide spostò la sua base verso est nel 972, tre anni dopo la conquista finale della regione, e senza abbandonare la sua sovranità sull'Ifriqiya, il califfo Al-Muizz li-Din Allah si affidò a Bologhine ibn Ziri - fondatore della dinastia Ziride - il compito di governare la provincia per suo conto. Allo stesso tempo, lanciò una spedizione in Oriente, dove fondò il Cairo nel 973.
Gli Ziridi divennero gradualmente indipendenti dal califfo fatimida, culminando nella rottura con il Signore Supremo verso la metà dell'XI secolo. Di conseguenza, Al-Muizz ben Badis venne nominato cavaliere dal califfo abbaside di Baghdad e inaugurò l'era dell'emancipazione berbera. L'invio dall'Egitto di tribù arabe nomadi sull'Ifriqiya segna la risposta dei Fatimidi a questo tradimento. L'arrivo di queste tribù, che risale al 1048, potrebbe tuttavia essere più antico secondo alcune fonti. Gli Hilaliti seguiti da Banu Sulaym - il cui numero totale è stimato in 50.000 guerrieri e 200.000 beduini - si mettono in rotta dopo che le vere e proprie azioni di proprietà furono loro distribuite nel nome del califfo fatimida. Al-Muizz bin Badis subì un primo disastro vicino a Gabes mentre Kairouan resistitette per cinque anni prima d'essere occupata e saccheggiata. Il sovrano si rifugiò quindi a Mahdia nel 1057 mentre i nomadi continuavano a spostarsi verso l'Algeria, la valle del Medjerda rimanendo l'unica via frequentata dai mercanti. Nel 1087, sotto il regno di Tamim (1062-1108), figlio di Al-Muizz ben Badis, pisani e genovesi, incoraggiati da papa Vittore III, entrarono brevemente in città e la saccheggiarono. Avendo fallito nel tentativo di insediarsi in Sicilia conquistata dai Normanni, la dinastia Ziride tentò senza successo per 90 anni di recuperare parte del suo territorio organizzando delle spedizioni di pirateria e arricchirsi attraverso il commercio marittimo. I Normanni presero Mahdia nel 1148 e vi rimasero per una dozzina di anni. L'Ifriqiya venne poi condivisa tra gli Hammadidi di Tunisi, gli ultimi Ziridi, i Normanni di Sicilia e i principi Hilaliani che si imposero. 

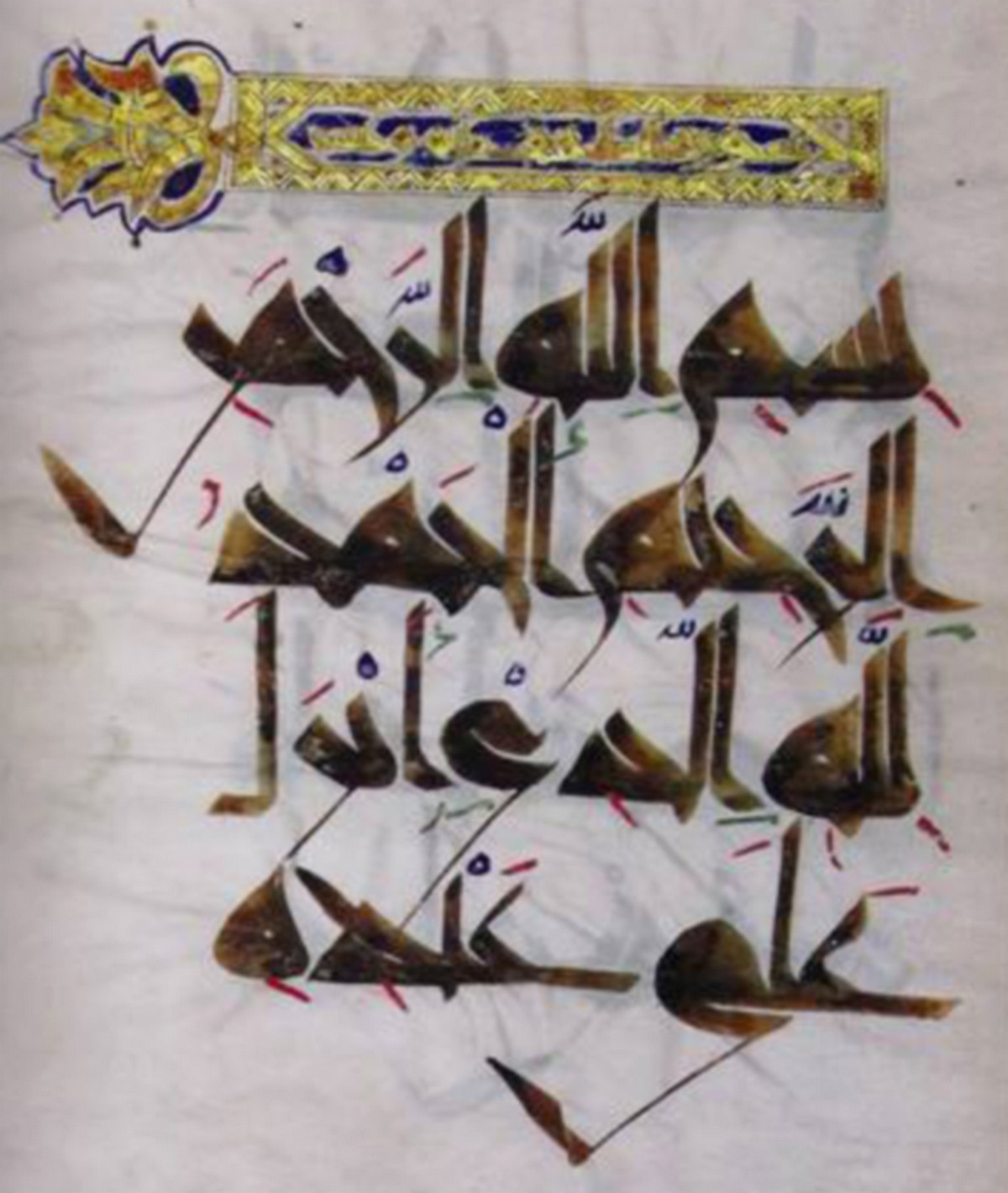
Opuscolo di un Corano di Kairouan

In termini economici, gli Hilaliani devastarono le colture e saccheggiano i villaggi, costringendo le popolazioni rurali a cercare rifugio nelle città. Le grandi tenute agricole, che vivevano in simbiosi con gli agglomerati, ritornano nella steppa, causarodo un crollo generale. Tuttavia, le greggi di Hilaliane, costituite da capre, pecore e asini, si adattano meglio alla vegetazione e la moltiplicazione dei dromedari consentì ai pastori di migrare più a sud. Sul fronte politico, la caduta di Kairouan significò il crollo del potere ziride centrale e l'istituzione di feudi i cui capi rensero omaggio ai capi Hilaliani che controllavano le loro zone. La città di Tunisi fece appello persino agli Hammadidi, che installarono il governatore Abd al-Haq ibn Khourassan. Si creò così un principato indipendente sotto il regno della dinastia Khourassanide; questi ultimi, che resero Tunisi una città prospera, mantennero il loro potere fino al 1159, quando vennero detronizzati dagli Almohadi.
Gli storici arabi sono unanimi nel considerare questa migrazione come l'evento più decisivo del Medioevo del Maghreb, caratterizzato da una progressione diffusa di intere famiglie che ha rotto il tradizionale equilibrio tra nomadi e berberi sedentari. Le conseguenze sociali ed etniche segnano definitivamente la storia del Maghreb con una mescolanza della popolazione. Dalla seconda metà del VII secolo, la lingua araba rimase la prerogativa delle élite cittadine e della corte Con l'invasione degli Hilaliani, i dialetti berberi furono più o meno influenzati dall'arabizzazione, a cominciare da quelli dell'est Ifriqiya.

### Africa normanna

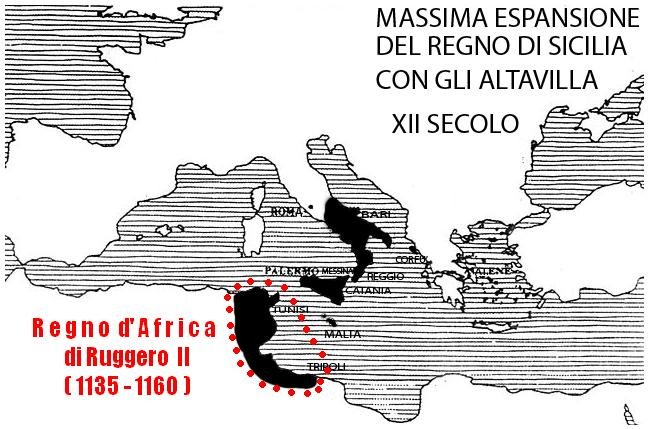
Regno normanno d'Africa (Regno d'Africa) circondato di rosso

Dal XII secolo, la Tunisia viene regolarmente attaccata dai Normanni di Sicilia e dell'Italia meridionale, con sede nel regno normano-siciliano. Nel 1135, il re normanno Ruggero II conquistò Djerba e, nel 1148, furono Mahdia, Sousse e Sfax che caddero nelle mani dei Normanni.
Il regno d'Africa è un'estensione del confine siculo-normanno nell'ex provincia romana dell'Africa (allora chiamata Ifriqiya), che oggi corrisponde alla Tunisia, nonché a parte dell'Algeria e della Libia. Le fonti primarie relative al regno sono in arabo mentre le fonti latine (cristiane) sono più rare. Secondo Hubert Houben, poiché l'Africa non è mai stata aggiunta ufficialmente ai titoli reali dei re di Sicilia: «non dovremmo parlare di un "regno normanno dell'Africa", in senso stretto». L'Africa normanna è piuttosto una costellazione di città governate dai Normanni sulla costa dell'Ifriqiya.
La conquista siciliana dell'Ifriqiya inizia con il regno di Ruggero II nel 1146 - 1148. Il regno siciliano è costituito da guarnigioni militari nelle principali città, con abusi contro le popolazioni musulmane, la protezione dei cristiani e il conio di monete. L'aristocrazia locale è ampiamente mantenuta sul posto e i principi musulmani si occupano degli affari civili sotto la supervisione dei Normanni. Le relazioni economiche tra la Sicilia e l'Ifriqiya, che erano già forti prima della conquista, sono rafforzate, mentre il commercio tra l'Ifriqiya e l'Italia settentrionale è esteso. Sotto il regno di Guglielmo I di Sicilia, il Regno d'Africa cadde nelle mani degli almohadi (1158 - 1160). Il suo lascito più duraturo è il riallineamento delle potenze mediterranee causato dalla sua scomparsa e la pace Siculo-Almohade conclusasi nel 1180.

### Almohadi

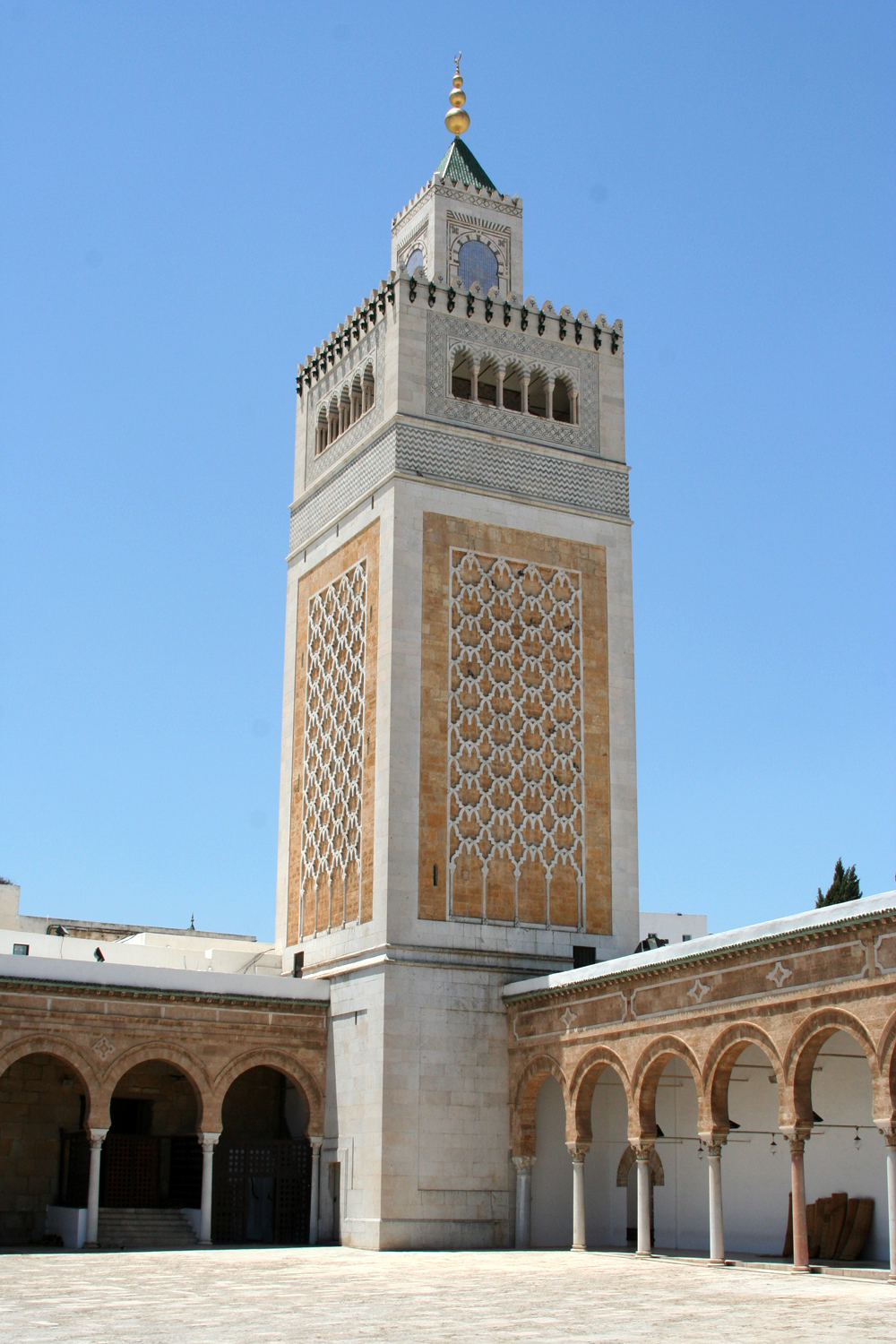
Minareto della Moschea Ziaytuna in stile Almohade

Tuttavia, l'intero territorio dell'Ifriqiya finisce per essere occupato dall'esercito del sultano Almohade Abd al-Mumin durante la sua spedizione dai porti di Honaïne e Orano nel 1159. I Normanni vengono gradualmente cacciati da una flotta di Almohadi di 200.000 uomini. In sette mesi, i Normanni vengono respinti in Sicilia e a Mahdia, la loro ultima roccaforte, viene conquistata dagli Almohadi nel 1160.
Allo stesso tempo, per la prima volta, ebbe luogo l'unificazione politica del Maghreb, e di fatto divenne il più potente degli stati musulmani nordafricani del Medioevo. L'economia divenne fiorente e vennero stabilite relazioni commerciali con le principali città del Mediterraneo (Pisa, Genova, Marsiglia, Venezia e alcune città spagnole). Il boom colpì anche il campo culturale; il secolo degli Almohadi è quindi considerato l '"età d'oro" del Maghreb. Si sviluppano grandi città e vengono costruite le più belle moschee.

### Hafsidi
Gli Almohadi affidarono la Tunisia ad Abu Muhammad `Abd al-Wahid ben Abi Hafs ma suo figlio Abu Zakariya Yahya si separò da loro nel 1228 e fondò la nuova dinastia berbera degli Hafsidi. Acquisendo la sua indipendenza dal 1236 e dirigendo la Tunisia fino al 1574, divenne la prima dinastia tunisina per durata. Questi stabilirono la capitale del paese a Tunisi e la città si sviluppò grazie al commercio con veneziani, genovesi, aragonesi e siciliani. 

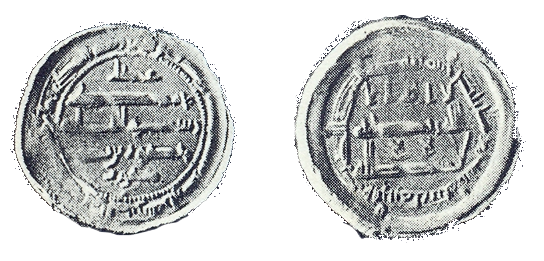
Monete hafsida dal museo del Bardo a Tunisi

Il successore di Abu Zakariya Yahya, Abu 'Abd Allah Muhammad al-Mustansir, si proclamò califfo nel 1255 e perseguì la politica di suo padre. Fu durante il suo regno che si ebbe luogo la seconda crociata di Luigi IX, che si concluse con un fallimento. Sbarcato a Cartagine, il re muore di peste in mezzo al suo esercito decimato dalla malattia nel 1270. Nel 1319, sotto il regno di Abu Yahya Abu Bakr al-Mutawakkil (1318-1346), gli Hafidi ampliarono il loro territorio verso ovest fino a Costantina e Bejaia e ad est fino alla Tripolitania. Alla sua morte, nel 1346, il regno si oscurò in anarchia. A parte l'opera d'avanguardia di Ibn Khaldun, la vita intellettuale è molto indietro durante l'era Hafside, che "esita tra influenze andaluse piuttosto decadenti e influenze orientali senza slanci". Inoltre, lo stesso Ibn Khaldun rimane poco conosciuto, anche se "Ali I Bey ha copiato un esemplare a Fez in modo che gli studiosi tunisini potessero avere una copia del lavoro del loro illustre connazionale". Charles-André Julien, da parte sua, chiama gli Hafidi "manutentori di una civiltà alla quale non hanno portato molto di originale".

## Reggenza di Tunisi

### Rivalità nel Mediterraneo tra ottomani e spagnoli
Gli hafidi di Tunisi affievolirono le loro forze e gradualmente persero, dopo la battaglia di Kairouan nel 1348, il controllo dei loro territori a favore dei Merinidi di Abu Inan Faris, mentre, duramente colpiti dalla peste del 1384, l'Ifriqiya continua a subire una desertificazione demografica iniziata dalle invasioni degli Hilaliani. Fu allora che ebrei e musulmani andalusi in fuga dal declino del regno di Granada iniziarono ad arrivare nel 1492 e causarono problemi di assimilazione. Dopo di loro, i sovrani spagnoli Ferdinando d'Aragona e Isabella di Castiglia decisero di continuare la loro riconquista sulla costa nordafricana per proteggere le proprie coste. In un decennio, presero le città di Mers el-Kebir, Orano, Bejaia, Tripoli e l'isolotto situato di fronte ad Algeri. 

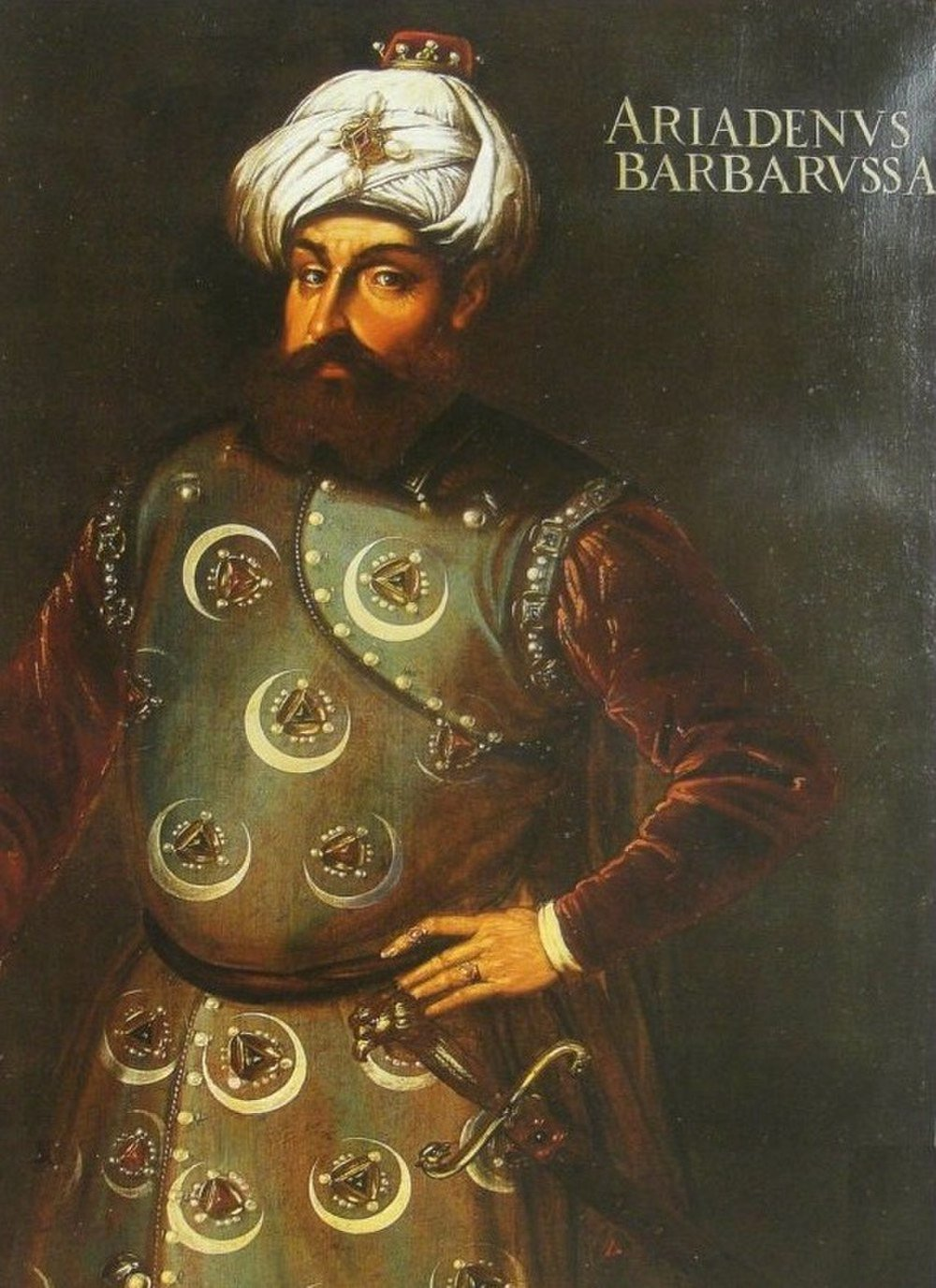
Ritratto del corsaro Khayr ad-Din Barbarossa

Per sbarazzarsene, le autorità della città cercarono l'aiuto di due famosi corsari dell'isola di Lesbo nell'Egeo: i fratelli Arudj e Khayr ad-Din Barbaros o Barbarossa. Perché la pirateria nel Mediterraneo era "un'istituzione antica e generalizzata" secondo Fernand Braudel. Questo intervento è un grande evento che inaugura un periodo di confronto tra la Spagna e l'impero ottomano per il dominio dei territori del Maghreb, ad eccezione del Marocco, e quello del bacino occidentale del Mediterraneo. La Tunisia offre un ambiente favorevole e i fratelli Barbarossa si mettono in particolare evidenza. Arudj riceve infatti la licenza di sovrano hafside con l'autorizzazione di utilizzare il porto di La Goulette e l'isola di Djerba come base. Circondati da marinai turchi come Dragut, calabresi, siciliani, corsi o danesi, questi pirati erano conosciuti in Europa con il nome di " barbareschi " giocando con i nomi " barbari ", "Berberi" e "Barbarossa". Dopo la morte di Arudj, suo fratello Khayr ad-Din si dichiarò vassallo del Sultano di Istanbul. Nominato grande ammiraglio dell'Impero ottomano, conquistò Tunisi nel 1534, ma dovette ritirarsi dopo la cattura della città da parte dell'armada - 400 navi - che Carlo V condusse nel 1535. Il sultano hafside viene quindi ristabilito nei suoi diritti sotto la protezione di Carlo V e il paese passa sotto la tutela del Regno di Spagna. Nel frattempo, il governo ottomano stava acquisendo la flotta che gli mancava. Nel 1560, Dragut raggiunse Djerba e, nel 1574, Tunisi fu rilevata dagli Ottomani, che nel 1575 trasformarono la Tunisia in una provincia dell'impero, anche se i governatori turchi vivevano trincerati nei porti, i beduini restarono lasciati a se stessi. Nel 1581, Filippo II di Spagna riconobbe come proprietà turca la reggenza di Tunisi e quella di Algeri, Cirenaica e Tripolitania, che divennero per i cristiani le "Regioni barbariche". Da quel momento in poi, Inghilterra e Francia prendono il posto della Spagna nel Mediterraneo occidentale: la prima bombarda le basi di Barbaresche nel 1622, 1635 e 1672, la seconda nel 1661, 1665, 1682 e 1683.

### L'emancipazione progressiva

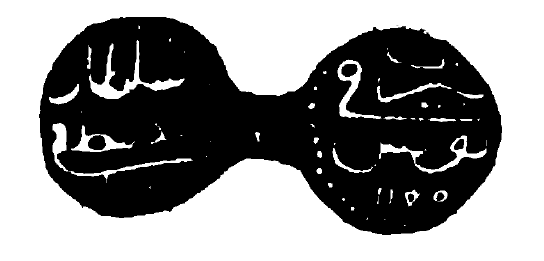
Monete tunisine del 1761

Tuttavia, nonostante le loro vittorie, gli ottomani non si stabilirono in Tunisia e la conquista degli interni termina solo sotto il regno di Ali II Bey (1759-1782) e Hammuda Ibn Ali (1782- 1814). Durante il XVII secolo, il loro ruolo continua a declinare a favore dei leader locali che si emanciparono gradualmente dalla tutela del Sultano di Istanbul, mentre solo 4.000 giannizzeri erano di stanza a Tunisi. Dopo alcuni anni di amministrazione turca, più precisamente nel 1590, questi giannizzeri si ribellarono, ponendo a capo dello Stato un bey il cui capo non è altro che il Pasha Ibrahim Roudesli (originario di Rodi), in carica dal 1591 al 1593. E, ai suoi ordini, un bey incaricato del controllo del territorio e della riscossione delle tasse. Quest'ultimo divenne presto la figura essenziale della reggenza accanto al Pasha, che rimase limitato al ruolo onorario di rappresentante del sultano ottomano, al punto che una dinastia beydica fu infine fondata da Mourad Bey nel 1612.

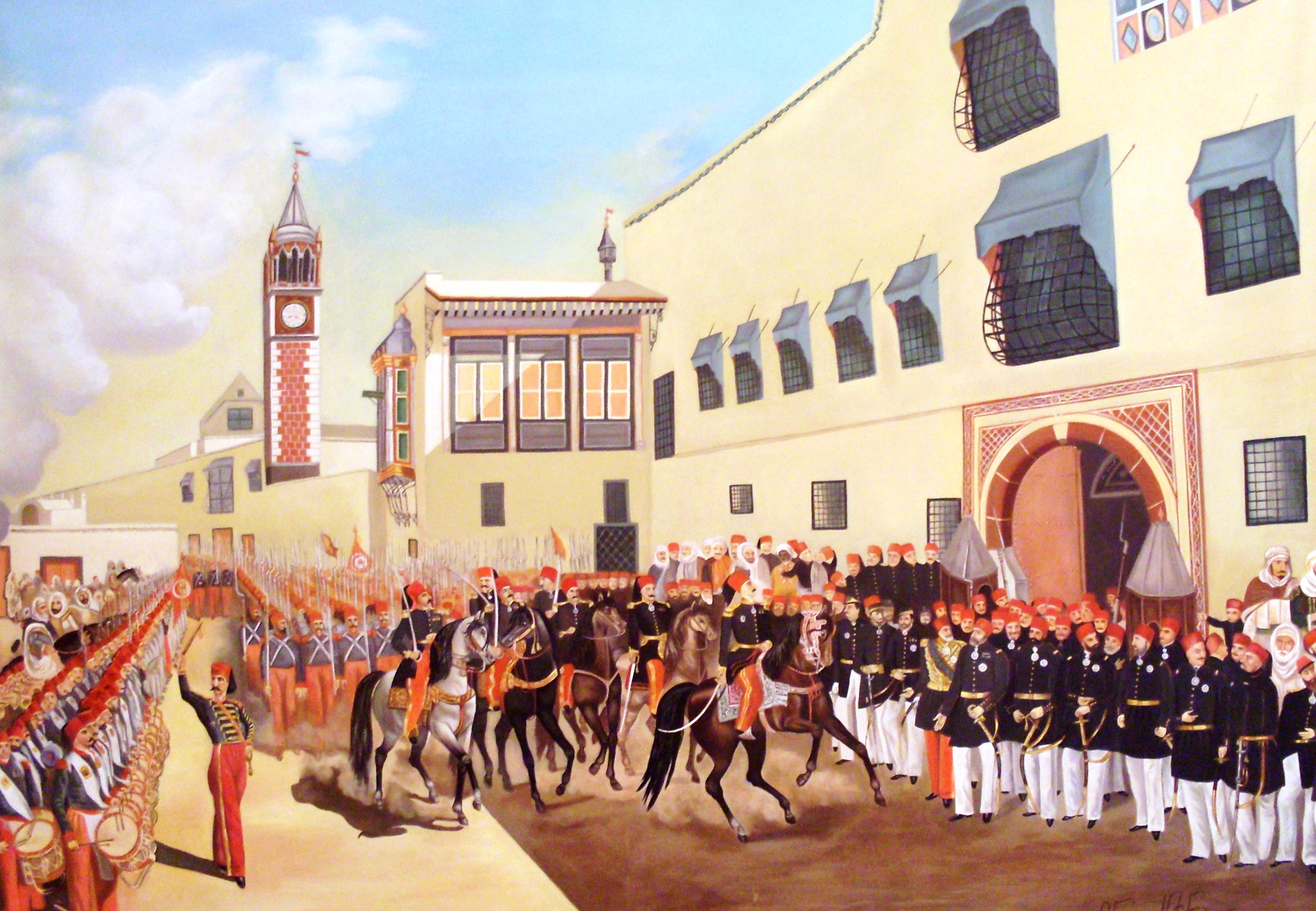
Tavola che mostra il ritorno del contingente tunisino della guerra di Crimea

Nello stesso periodo, le attività dei corsari conoscono il loro massimo perché la crescente autonomia nei confronti del sultano porta a una riduzione del sostegno finanziario e la reggenza deve quindi aumentare il numero delle sue scorrerie marittime per sopravvivere. Il 15 luglio 1705, Al-Husayn I Bey fonda la dinastia Husaynida. Egli accumulò le funzioni di Bey, Dey e Pasha e "aveva su tutti i suoi soggetti il diritto alla giustizia alta e bassa; i suoi decreti e le decisioni avevano forza di legge ". Sebbene fosse ancora ufficialmente la provincia dell'Impero ottomano, la Tunisia acquisisce una grande autonomia nel XIX secolo, in particolare con Ahmad I Bey, che regna dal 1837 al 1855, e che iniziò un processo di modernizzazione. A quel tempo, il paese subì profonde riforme, come l'abolizione della schiavitù il 26 gennaio 1846 e l'adozione nel 1861 di una costituzione - la prima nel mondo arabo - e mancava di diventare una repubblica indipendente. La Tunisia, quindi dotata di una moneta propria e di un esercito indipendente, adottò nel 1831 la sua bandiera. È difficile misurare l'importanza delle influenze turche che rimangono in Tunisia. Alcuni monumenti mostrano la loro appartenenza ottomana: i minareti poligonali e cilindrici o le moschee sotto una grande cupola centrale come quella di Sidi Mahrez a Tunisi.
In un'altra area, l'arte dei tappeti, che esisteva per alcuni prima dell'arrivo degli Ottomani, vede le produzioni di Kairouan presenti nel XVIII secolo con motivi puramente anatolici. Nonostante queste influenze percettibili nell'aspetto degli oggetti fabbricati, l'impronta della vicina Italia diventa sempre più evidente nel corso del XVIII secolo, sia nell'architettura che nella decorazione, segnando così un'apertura del paese all'Europa.

### L'Apogeo dei corsari

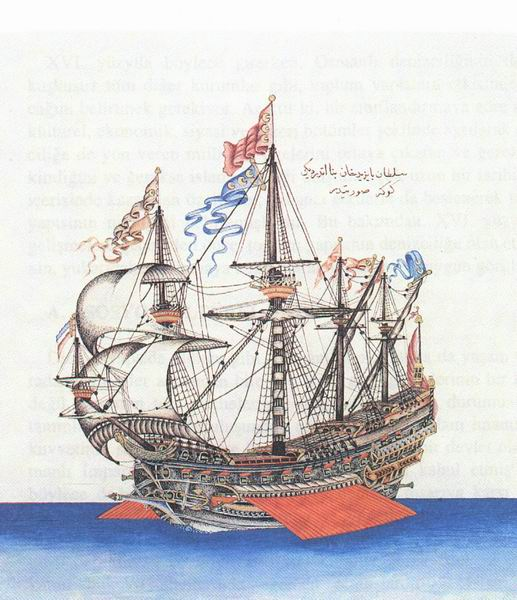
Galeone ottomano del XVI secolo secondo una stampa europea

Nei primi anni del XVI secolo, il Nordafrica che gli ottomani chiamano Maghreb è in piena decadenza e attraversa una profonda crisi politica. Questi sconvolgimenti favoriscono l'emergere di principati e città portuali indipendenti che fanno rivivere l'attività dei corsari.
Le razzie raggiunsero all'apice durante il regno di Hammuda Pasha (1782-1814), dove le navi, partendo dai porti di Biserta, La Goulette, Porto Farina, Sfax o Djerba, sequestrarono navi spagnole, corse, napoletane e veneziani. Durante questo periodo il governo mantenne da 15 a 20 corsari, lo stesso numero di essi era collegato a compagnie o individui - tra i quali a volte personaggi di alto rango come il Custode dei Sigilli Sidi Mustafa Khodja o i Qaid di Biserta, Sfax o Porto Farina - e consegnando al governo una percentuale su tutte le loro catture, tra cui gli schiavi cristiani. I trattati di pace, che si moltiplicheranno il XVIII secolo - con l'Austria nel 1748 e il 1784, Venezia nel 1764 - 1766 e 1792, la Spagna nel 1791 o gli Stati Uniti nel 1797 - regolavano le razzie e ne limitano gli effetti. In primo luogo, imponevano determinati requisiti (possesso di passaporti sia per le navi che per gli uomini) e specificavano anche le condizioni di cattura in mare (distanza dalla costa), in modo da evitare possibili abusi. Fu solo al Congresso di Vienna e al Congresso di Aix-la-Chapelle che le potenze europee convocarono gli Stati barbareschi per porre fine alla corsa, che sarebbe stata efficace e definitiva dopo l'intervento dei francesi nel 1836.

## Dalla tutela al protettorato francese
Tuttavia, a causa della rovinosa politica delle api, dell'aumento delle tasse e dell'interferenza straniera nell'economia, il paese gradualmente attraversò una serie di difficoltà finanziarie. Tutti questi fattori costrinsero il governo a dichiarare bancarotta nel 1869 e a creare una commissione finanziaria internazionale anglo-franco-italiana. La Costituzione venne persino sospesa l'1 Maggio 1864. Questa divenne un'opportunità per le grandi potenze europee, Francia, Italia e Regno Unito, di entrare nel paese. La Tunisia si stava muovendo verso una vera indipendenza nel 1873, con Kheireddine Pasha, che cade sotto il giogo di una potenza straniera.
La reggenza appare rapidamente come una posta strategica di primaria importanza a causa della situazione geografica del paese, alla cerniera dei bacini occidentali e orientali del Mediterraneo. La Tunisia è quindi oggetto di desideri di Francia e Italia: la prima voleva proteggere i confini dell'Algeria e impedire a quest'ultima di sconvolgere le sue ambizioni in Egitto e nel Levante controllando l'accesso al Mediterraneo orientale. La seconda, di fronte alla sovrappopolazione, i sogni di una politica coloniale e il territorio tunisino, dove la minoranza europea era allora composta principalmente da italiani, era un obiettivo prioritario. I consoli francese e italiano cercarono di trarre vantaggio dalle difficoltà finanziarie del bey, la Francia si affidò alla neutralità dell'Inghilterra (non volendo vedere l'Italia prendere il controllo della rotta del canale di Suez) e beneficiando dei calcoli di Bismarck, che desiderava allontanarlo dalla questione dell'Alsazia-Lorena. Dopo il Congresso di Berlino dal 13 giugno al 13 luglio 1878, la Germania e l'Inghilterra consentono alla Francia di annettere la Tunisia, e questo a scapito dell'Italia, che vedeva questo paese come area riservata. 

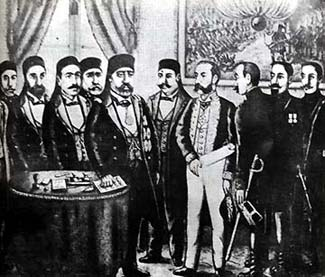
Firma del Trattato del Bardo presso il palazzo Ksar Said il 12 maggio 1881

Le incursioni dei "saccheggiatori" crumiri nel territorio algerino forniscono un pretesto a Jules Ferry, sostenuto da Leon Gambetta contro un parlamento ostile, per sottolineare la necessità di impadronirsi della Tunisia. Nell'aprile del 1881, le truppe francesi vi penetrano senza grande resistenza e riescono ad occupare Tunisi in tre settimane, senza combattere. Il 12 maggio 1881, il protettorato viene formalizzato quando Sadiq Bey firma forzatamente, minacciato d'essere destituito e sostituito da suo fratello Taïeb Bey, il Trattato del Bardo nel palazzo di Ksar Saïd. Ciò non impedisce, alcuni mesi dopo, che le truppe francesi affrontino rivolte rapidamente soffocate nelle regioni di Kairouan e Sfax. Il regime del protettorato è rafforzato dalla convenzione de La Marsa l'8 giugno 1883 che conferisce alla Francia il diritto di intervenire nella politica estera, nella difesa e negli affari interni della Tunisia: il paese mantiene il suo governo e la sua amministrazione, ora sotto il controllo francese, i vari servizi amministrativi sono diretti da alti funzionari francesi e un residente generale che tiene il potere sul governo. La Francia rappresenta quindi la Tunisia sulla scena internazionale ed è pronta ad abusare dei suoi diritti e prerogative di protettore per sfruttare il paese come una colonia, costringendo il Bey ad abbandonare quasi tutti i suoi poteri al generale residente. Ciononostante, sono in atto progressi economici, in particolare tramite banche e società. Si sviluppa una rete ferroviaria. La colonizzazione consente l'espansione delle colture di cereali e della produzione di olio d'oliva, nonché lo sfruttamento di fosfati e miniere di ferro.
Un importante porto militare si trova a Biserta. Inoltre, nel campo dell'educazione, i francesi istituiscono un sistema bilingue arabo e francese che offre l'opportunità all'élite tunisina di formarsi in entrambe le lingue.

## Dal protettorato all'indipendenza

### Embrione del movimento nazionale

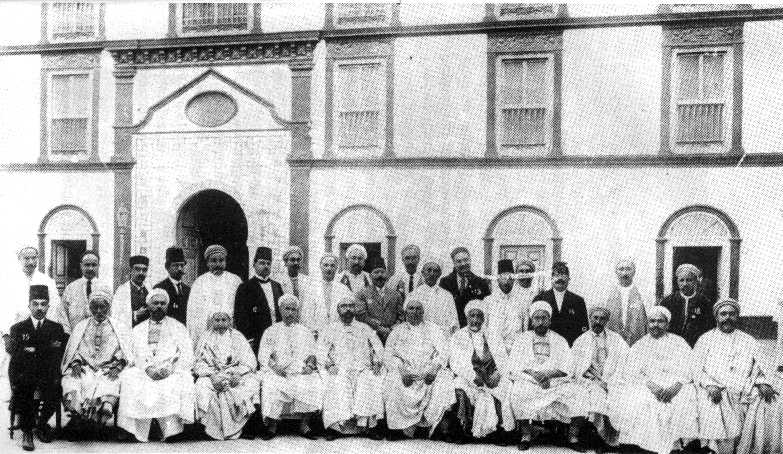
Delegazione di Destour a Naceur Bey

La lotta contro l'occupazione francese inizia all'inizio del XX secolo. La Tunisia è il primo stato nel mondo arabo influenzato dal nazionalismo moderno, con il movimento riformista e intellettuale dei giovani tunisini fondato nel 1907 da Bashir Sfar, Ali Bach Hamba e Abdeljelil Zaouche. Questa tendenza nazionalista si manifesta nell'affare Djellaz nel 1911 e nel boicottaggio dei tram tunisini nel 1912. Questi eventi segnano la trasformazione dei giovani tunisini in attivisti che agiscono attraverso movimenti di strada. Il generale residente esilia i suoi principali leader. Dal 1914 al 1921, il paese vive in uno stato di emergenza e la stampa anticolonialista è vietata. Tuttavia, il movimento nazionale non cessa di esistere. Dalla fine della prima guerra mondiale, una nuova generazione organizzata intorno ad Abdelaziz Thâalbi prepara la nascita del partito Dustur. Essendo entrato in conflitto con il regime del protettorato, il partito afferma, nella proclamazione ufficiale della sua creazione il 4 giugno 1920, un programma in nove punti. Dal novembre 1925, il Dustur, indebolito, diventa clandestino e rinuncia all'azione politica diretta.
Dopo essersi scagliato contro il regime del protettorato su giornali come La Voix du Tunisien e L'étendard tunisien, l'avvocato Habib Bourguiba ha fondato nel 1932, con Tahar Sfar, Mahmoud El Materi e Bahri Guiga, il quotidiano L'Action tunisienne, che, oltre all'indipendenza, sostiene il secolarismo. Questa posizione originale porta il 2 marzo 1934, al congresso di Ksar Hellal, la divisione del partito in due rami, uno islamista che conserva il nome Dustur e l'altro modernista e secolare, il Neo-Dustur, una formazione politica moderna, strutturata sui modelli del partito socialista e comunista europeo e determinata a conquistare il potere per trasformare la società. Il partito favorisce l'azione politica, la mobilitazione dei suoi seguaci, la loro consapevolezza e ritiene che debba convincere l'opinione francese adattando la sua strategia alle necessità di azione. 

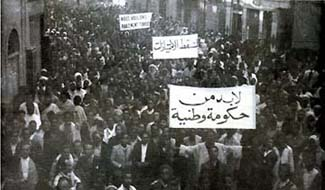
Dimostrazione dell'8 aprile 1938 a Tunisi

Dopo il fallimento dei negoziati avviati dal governo Blum, scoppiarono sanguinosi incidenti nel 1937 e le manifestazioni dell'aprile 1938 furono gravemente represse: l'assedio a Tunisi del 9, la prigionia di Habib Bourguiba in Francia per cospirazione contro la sicurezza dello stato per cinque anni, l'arresto di Slimane Ben Slimane, Salah Ben Youssef e 3000 membri del Neo-Dustur. Questa repressione portò alla clandestinità del Neo-Dustur, che incoraggiava i nuovi leader a non escludere la possibilità di una lotta più attiva. Pertanto, il sesto ufficio politico istituito alla fine del 1939 e guidato da Habib Thameur impose alle cellule di mantenere l'agitazione. Saranno tuttavia smantellati il 13 gennaio 1941 e i suoi membri principali saranno arrestati. Nel maggio del 1940, il regime di Vichy si trasferì da Bourguiba in Francia. Alla fine del 1942, liberato dai tedeschi e inviato in Italia, dove Benito Mussolini sperava di usarlo per indebolire la resistenza francese in Nord Africa. Tuttavia, Bourguiba non volle appoggiare i regimi fascisti e l'8 agosto 1942 chiese il supporto per le truppe alleate:
Nel frattempo, la Tunisia diventa teatro di importanti operazioni militari conosciute come la campagna di Tunisia: le truppe tedesche prendono posizione nel paese dal lancio dell'Operazione Torch (sbarco degli Alleati in Nord Africa) l'8 Novembre 1942. L'Afrika Korps del Generale Rommel si ritira dalla Libia dietro la linea Mareth. Al suo ritorno a Tunisi l'8 aprile 1943, Bourguiba si assicurò che il suo messaggio fosse trasmesso a tutta la popolazione e ai suoi attivisti. Dopo diversi mesi di combattimenti e una controffensiva corazzata tedesca nella regione di Kasserine e Sbeïtla all'inizio del 1943, le truppe del Terzo Reich sono costrette a capitolare l'11 maggio a Cape Bon, quattro giorni dopo l'arrivo Forze alleate a Tunisi[134]. Bourguiba viene rilasciato dalle forze della Francia Libera il 23 giugno. Il 26 marzo 1945, Bourguiba si reca di nascosto in Egitto, e il 20 gennaio 1946 viene fondata da Farhat Hached l'Unione generale tunisina del lavoro (UGTT). Durante questo periodo, il sindacato ha 100.000 membri e svolge un ruolo considerevole nel movimento nazionale perché la sua nascita dà al Neo-Dustur un alleato nella lotta per la liberazione e la costruzione del nuovo Stato, anche se i tentativi di realizzarlo iniziano nei primi mesi di indipendenza, ostacolando così lo sviluppo di una contro-potenza.
Dopo la seconda guerra mondiale, i leader nazionalisti includevano la resistenza armata nella strategia di liberazione nazionale. Nel 1949, un Comitato nazionale di resistenza formato e guidato da Ahmed Tlili nominò dieci funzionari regionali per organizzare gruppi armati rigorosamente chiusi.

### Dalla violenza ai negoziati

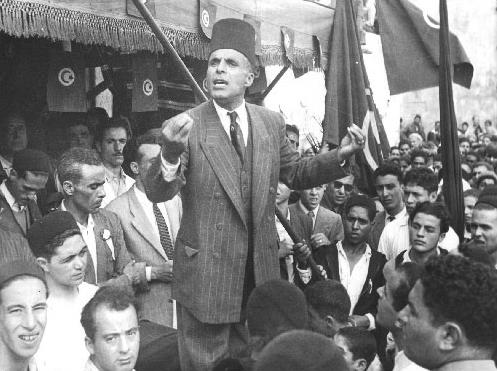
Discorso di Habib Bourguiba il 15 gennaio 1952

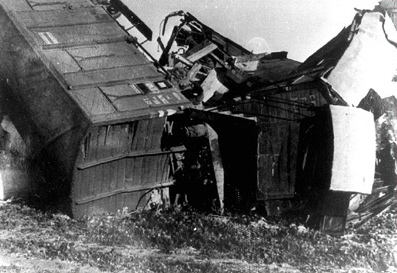
Treno sabotato da militanti nazionalisti

Dopo la guerra si tengono colloqui con il governo francese, così che Robert Schuman evoca nel 1950 l'indipendenza della Tunisia in più fasi. Ma i problemi nazionalisti nel 1951 fecero precipitare nel fallimento : la nota del governo francese del 15 dicembre respinge le richieste tunisine e interrompe il processo di negoziazione con il governo Chenik.
Con l'arrivo del nuovo generale residente, Jean de Hauteclocque, il 13 gennaio 1952 e l'arresto, il 18 gennaio, di 150 Dusturieni per cui Bourguiba, tornato dall'Egitto il 2 gennaio, ha dato inizio alla rivolta armata - con scioperi, manifestazioni di piazza e varie forme di mobilitazione popolare -, la repressione dei Militari francesi e un indurimento delle posizioni di ciascuna parte. 

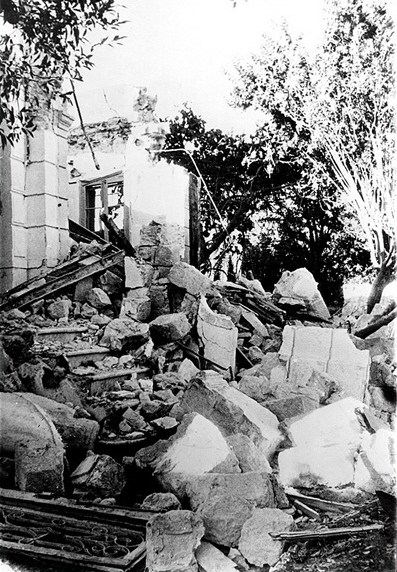
Rovine dopo un attacco a Tazarka

La repressione provoca una spirale militare e mette all'ordine del giorno il sabotaggio, l'esecuzione dei collaboratori, l'attacco delle fattorie e le operazioni contro le truppe coloniali. Tuttavia, il Neo-Dustur adotta una strategia che si adatta agli eventi, mentre la complessità delle situazioni lascia un ampio margine di manovra ai capi locali nel quadro delle direttive generali. Il 22 gennaio, il colonnello Durand viene picchiato e pugnalato durante una protesta organizzata dal Neo-Dustur a Sousse. Gli scontri tra manifestanti e polizia il 23 gennaio a Moknine culminano in una sparatoria e molti eventi simili si verificano in tutto il paese. Il rastrellamento di Capo Bon da parte dell'esercito francese, a partire dal 28 gennaio - toccando principalmente durante tre giorni le località di Tazarka, El Maâmoura e Beni Khiar - fa trenta morti, secondo la commissione d'inchiesta dei ministri Mahmoud El Materi e Mohamed Ben Salem comprese le vittime della repressione delle manifestazioni a Nabeul e Hammamet (20 gennaio) e Kelibia (25 gennaio).
Con l'assassinio del sindacalista Farhat Hached da parte dell'organizzazione estremista colonialista della Mano Rossa, il 5 dicembre, avvengono proteste, rivolte, scioperi, tentativi di sabotaggio e il lancio di bombe fatte in casa. Lo sviluppo della repressione, accompagnato dall'emergere dell'antiterrorismo, incoraggia i nazionalisti a colpire specificamente coloni, fattorie, aziende francesi e strutture governative. Ecco perché gli anni 1953 e 1954 sono caratterizzati dalla moltiplicazione di attacchi contro il sistema coloniale: il movimento nazionalista incoraggia la creazione di unità di combattimento reali nelle diverse regioni, mentre le risorse modeste rendono difficile mantenerle. Protetti dalla loro integrazione nel loro ambiente sociale e conoscendo il teatro delle operazioni, i guerriglieri riuscirono a organizzare una guerriglia.
In risposta, quasi 70.000 soldati francesi sono mobilitati per fermare i guerriglieri dei gruppi tunisini nelle campagne. Questa difficile situazione è placata dal riconoscimento dell'autonomia interna della Tunisia, concessa da Pierre Mendès France il 31 luglio 1954:
È finalmente il 3 giugno 1955 che le convenzioni franco-tunisine sono firmate tra il capo del governo tunisino Tahar Ben Ammar e il suo omologo francese Edgar Faure. Esse prevedono il trasferimento al governo tunisino di tutti i poteri ad eccezione di quelli degli affari esteri e della difesa. Nonostante l'opposizione di Salah Ben Youssef, che sarà escluso dal partito, le convenzioni sono approvate dal congresso Neo-Dustur tenutosi a Sfax il 15 novembre dello stesso anno. Dopo nuovi negoziati, la Francia riconosce finalmente "solennemente l'indipendenza della Tunisia" il 20 marzo 1956, pur mantenendo la base militare di Biserta.

## Repubblica
Il 25 marzo viene eletta l'Assemblea costituente: Il Neo-Dustur vince tutti i seggi e Bourguiba ne diventa il capo l’8 aprile. L'11 aprile diventa Primo Ministro di Lamine Bey. Il 12 novembre, la Tunisia si unisce alle Nazioni Unite. Il codice dello statuto della persona, a tendenza progressista viene proclamato il 13 agosto e il 25 luglio 1957, la monarchia viene abolita, la Tunisia diventa una repubblica dove Bourguiba viene eletto presidente l’8 novembre 1959. La sua storia di resistenza e le misure adottate in seguito all'indipendenza per emancipare le donne e combattere la povertà nonché l'analfabetismo aiutano a rafforzare la sua autorità. La Costituzione repubblicana è definitivamente ratificata il 1º giugno 1959.
L'8 febbraio 1958 durante la guerra in Algeria, gli aerei dell'esercito francese attraversarono il confine algerino - tunisino e bombardarono il villaggio tunisino di Sakiet Sidi Youssef. Nel 1961, in un contesto di prevedibile completamento della guerra, la Tunisia rivendicò la retrocessione della base di Biserta: la crisi che seguì fece quasi mille morti, principalmente tunisini, e la Francia finì, il 15 ottobre 1963, cedendo la base allo Stato tunisino. 

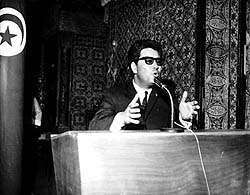
Ahmed Ben Salah durante un discorso

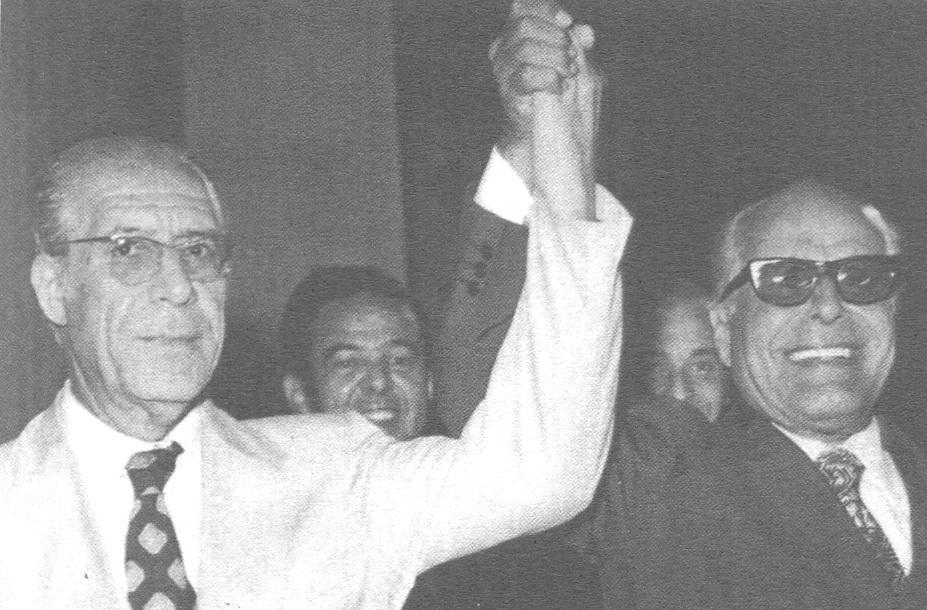
Bourguiba e il Primo Ministro Hédi Nouira al Congresso PSD nel 1974

Negli anni '60, mentre tutte le istituzioni del paese sono detenute dal partito al potere, ora noto come Partito Socialista Desturiano (PSD), l'Università di Tunisi rimane ancora un forum in cui i problemi di sviluppo e democrazia sono discussi e criticate le scelte politiche di Bourguiba. Ciò non impedisce, il 12 agosto 1961, l'assassinio di Salah Ben Youssef, principale avversario di Bourguiba dal 1955, a Francoforte, mentre il Partito Comunista (PCT) è bandito l'8 gennaio 1963.
La Repubblica tunisina diventa così un regime a partito unico guidato dal Neo-Dustur. Nel marzo del 1963, Ahmed Ben Salah iniziò una politica "socialista" di statalizzazione totale dell'economia, con la nazionalizzazione delle terre agricole ancora nelle mani degli stranieri. 12 maggio 1964
Le rivolte contro la collettivizzazione delle terre nel Sahel tunisino il 26 gennaio 1969 spinsero alla fine di Ben Salah l'8 settembre con la fine dell'esperimento socialista. Nell'aprile del 1972, fu promulgato un codice di investimento molto liberale su richiesta del primo ministro Hédi Nouira, cambiando così la filosofia economica del paese. Con un'economia indebolita dalla fine del socialismo e del panarabismo difesi da Muammar Gheddafi, un progetto politico che avrebbe unito la Tunisia e la Libia come la Repubblica araba islamica fu lanciato nel 1974 ma fallì molto rapidamente a causa delle tensioni sia nazionali che internazionali. Dopo la condanna a una pesante pena detentiva di Ben Salah, reso responsabile del fallimento della politica delle cooperative, arrivò l'epirazione dell'ala liberale del PSD guidata da Ahmed Mestiri, quindi l'annuncio di Bourguiba come presidente a vita nel 1975. È in queste condizioni, segnate da un leggero allentamento dello stato del PSD sotto il governo di Hédi Nouira, che l'UGTT ottiene autonomia attraverso il suo settimanale Echaab (La gente) mentre nacque nel 1977 la Lega tunisina dei diritti umani e il quotidiano indipendente Erraï (L'Opinione).
Il colpo di stato del " giovedì nero " contro l'UGTT nel gennaio 1978 e l'attacco alla città mineraria di Gafsa nel gennaio 1980 non furono sufficienti per mettere la museruola alla società civile emergente. Nonostante gli attacchi di giornali come Errai e Al Maarifa, emergevano nuove pubblicazioni come Le Phare, Démocratie, L'Avenir, Al Mojtama'a o 15-21. Dall'inizio degli anni '80, il paese stava attraversando una crisi politica e sociale cui lo sviluppo del clientelismo e della corruzione, la paralisi dello Stato di fronte al deterioramento della salute di Bourguiba, le lotte di successione e l'indurimento del regime. Nel 1981, il parziale ripristino del pluralismo politico, con la revoca del divieto al Partito comunista, suscita delle speranze che tuttavia saranno deluse dai brogli dei risultati nelle elezioni parlamentari di novembre, di cui prendono parte il PSD, il PCT e due nuovi formazioni non ancora legalizzati: il movimento socialista democratico e il futuro partito di unità popolare. Successivamente, la sanguinosa repressione dei " tumulti del pane " del dicembre 1983, la nuova destabilizzazione dell'UGTT e l'arresto del suo leader Habib Achour, così come il ricorso sempre più frequentemente al forte di fronte di protesta sociale e islamista, aiuta ad accelerare la caduta del vecchio presidente. Nel 1986, il paese attraversa anche una grave crisi finanziaria: l’8 luglio, Bourguiba nominato il tecnocrate Rachid Sfar come primo ministro e lo incaricato di attuare un piano di aggiustamento strutturale per l'economia raccomandato dal Fondo monetario internazionale che mirava a ripristinare l'equilibrio finanziario del paese. Ma la situazione favorisce l'ascesa dell'islamismo e il lungo regno di Bourguiba termina in una lotta contro l'islamismo guidata da Zine el-Abidine Ben Ali, nominato ministro degli Interni e primo ministro nell'ottobre 1987.
il 7 novembre 1987 Ben Ali depone il presidente per senilità, un'azione favorita da un'ampia parte del mondo politico. Eletto il 2 aprile 1989 con il 99,27% dei voti, il nuovo presidente riesce a rilanciare l'economia mentre, in termini di sicurezza, il regime è orgoglioso di aver risparmiato al paese le convulsioni islamiste che insanguinano la vicina Algeria, grazie alla neutralizzazione del partito Ennahdha a spese dell'arresto di decine di migliaia di attivisti e processi multipli nei primi anni '90. Gli oppositori secolari hanno firmato il Patto nazionale nel 1988, una piattaforma per la democratizzazione del regime. Tuttavia, l'opposizione e molte ONG per i diritti umani stanno gradualmente accusando il regime di attaccare le libertà pubbliche estendendo la repressione oltre il movimento islamista. Nel 1994, il presidente Ben Ali viene rieletto con il 99,91% dei voti, e firmato l'anno successivo un accordo di libero scambio con l'Unione europea. 

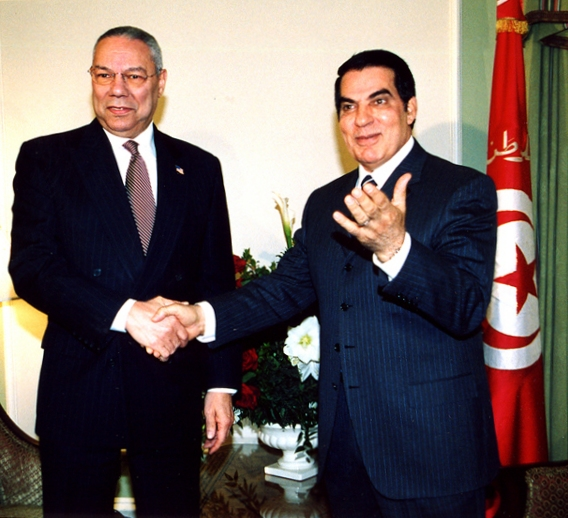
Incontro tra Colin Powell e Ben Ali (17 febbraio 2004)

Le elezioni del 24 novembre 1999, sebbene siano le prime presidenziali ad essere pluraliste con tre candidati, vede il presidente Ben Ali rieletto con un punteggio paragonabile ai precedenti scrutini (99,45%). La riforma della Costituzione approvata con un referendum il 26 maggio 2002 aumenta ulteriormente i poteri del Presidente, spinge il limite di età per i candidati, rimuove il limite di tre termini reintrodotto nel 1988 e consente al Presidente di cercare nuovi termini oltre la scadenza del 2004 godendo dell'immunità giudiziaria a vita.
L'11 aprile 2002, un attentato con un camion bomba colpisce la sinagoga El Ghriba e provoca la morte di 19 persone, tra cui quattordici turisti tedeschi. Tra il 2004 e il 2006, la vita politica è caratterizzata dalla continuazione della repressione politica. Nel settembre 2005, una legge approvata dalla Camera dei deputati concede benefici ai "presidenti della Repubblica alla cessazione delle loro funzioni" e alle loro famiglie in caso di morte. Nel novembre 2005, il paese attira l'attenzione della comunità internazionale organizzando la seconda fase del vertice mondiale sulla società dell'informazione sotto l'egida delle Nazioni Unite. Al culmine del vertice, le azioni dell'opposizione focalizzano i media internazionali sulla questione della libertà di espressione. In questa occasione, il riavvicinamento tra islamisti e figure secolari come Ahmed Néjib Chebbi e Hamma Hammami scatena una campagna di diffamazione da parte del governo ma anche forti reazioni di personalità indipendenti e animatori del movimento Ettajdid.
Durante la prima metà del 2008, gravi disordini scuotono la regione mineraria di Gafsa colpita duramente dalla disoccupazione e dalla povertà; sono i disordini sociali più importanti da quando il presidente Ben Ali è salito al potere.

## La rivoluzione

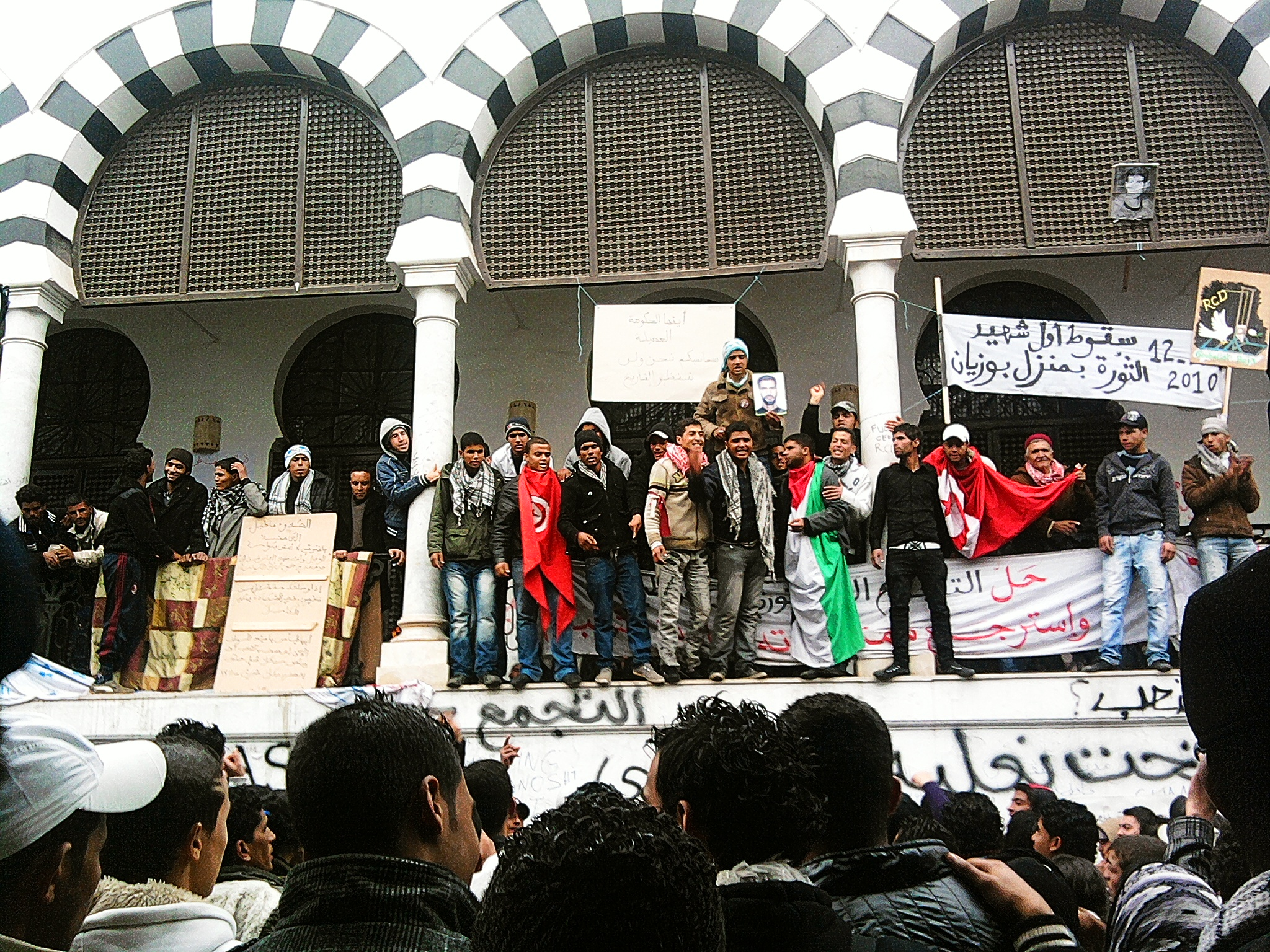
Sit-in in Place de la Kasbah a Tunisi il 28 gennaio 2011

A partire dal 18 dicembre 2010, il paese affronta una violenta crisi sociale, a seguito del suicidio di un giovane disoccupato, Mohamed Bouazizi, per immolazione a Sidi Bouzid. Il movimento di protesta, le cui richieste sono sia sociali che politiche, si diffonde poi in altre città del paese. Il 13 gennaio 2011, Il presidente Zine el-Abidine Ben Ali fa un discorso in onda sul canale televisivo Tunisie 7 e risponde a varie domande sollevate dal popolo e dall'opposizione, dichiarando che il suo mandato attuale sarebbe l'ultimo e che avrebbe quindi lasciato il potere nel 2014. Nonostante queste iniziative da parte del Capo dello Stato, dimostrazioni spontanee si svolgono il 14 gennaio su Habib Bourguiba Avenue a Tunisi. Durante questi eventi, tutte le classi sociali sono presenti e mostrano la loro disponibilità a vedere partire l'attuale presidente. Tuttavia, esse degenerano e la polizia interviene usando lacrimogeni e proiettili di gomma. Lo stesso giorno, dopo circa un mese di crisi sociale, il presidente Ben Ali licenzia il governo e pianifica elezioni parlamentari anticipate entro sei mesi. Dopo questa dichiarazione, lo stato di emergenza viene decretato e il presidente lascia il paese in aereo. Fu il primo ministro Mohamed Ghannouchi a diventare presidente ad interim, prima che Fouad Mebazaa venisse proclamato il giorno successivo dal Consiglio costituzionale in qualità di presidente della Camera dei deputati. Ghannouchi viene confermato come primo ministro e gli viene chiesto di formare un governo di unità nazionale, molti dei quali sono membri del Raggruppamento costituzionale democratico al potere (RCD). In seguito alle varie controversie, Ghannouchi è sostituito il 27 febbraio e sostituito da Béji Caïd Essebsi. Il 3 marzo, il presidente ad interim annuncia l'elezione di un'assemblea costituente per redigere una nuova costituzione. Il 7 marzo, Caid Essebsi nomina il suo governo prima che l'RCD venga sciolto due giorni dopo.
L'Assemblea Costituente è eletta il 23 ottobre 2011 da un elenco proporzionale, con una parità tra uomini e donne e una distribuzione dei seggi rimanenti ai più forti. Gli islamisti di Ennahdha ottengono la maggioranza relativa (89 seggi su 217) e concludono un governo di coalizione con il Congresso per la Repubblica (CPR), un partito nazionalista di sinistra, e Ettakatol, un partito socialdemocratico, sulla base di una divisione di responsabilità: la presidenza della Repubblica passa a Moncef Marzouki (CPR), la presidenza del governo a Hamadi Jebali (Ennahdha) e la presidenza dell'assemblea a Mustapha Ben Jaafar (Ettakatol). Questa alleanza provoca dissenso all'interno dei due partner di Ennahdha senza mettere in pericolo il governo, poiché la coalizione mantiene la maggioranza assoluta.
Diversi crisi di sicurezza poi seguite da dimostrazioni degenerate, ma anche l'attacco contro l'ambasciata degli Stati Uniti e la scuola americana da parte dei salafiti il 14 settembre. Questo periodo è particolarmente segnato dallo scoppio della violenza politica: Il 18 ottobre, il coordinatore di Nidaa Tounes a Tataouine, Lotfi Nagdh, vengono feriti a morte a seguito di una violenta manifestazione da parte dei membri della Lega della protezione della rivoluzione; il 6 febbraio 2013, Chokri Belaid, un avversario politico, viene assassinato mentre lasciava la sua casa con l'auto nel quartiere di El Menzah VI,. Questo omicidio scuote il governo, allora impigliato in una interminabile crisi ministeriale. La stessa sera, Hamadi Jebali annuncia, unilateralmente e senza consultazione dei partiti politici, la sua decisione di formare un governo di tecnocrati la cui missione sarebbe limitata alla gestione degli affari del paese fino allo svolgimento delle elezioni. Ben accolta da gran parte della popolazione e dall'opposizione, questa iniziativa si scontra con la feroce ostilità del proprio partito e alleato, il CPR. Dopo diversi giorni di consultazioni, il capo del governo finalmente annuncia le dimissioni il 19 febbraio; Ennahdha designa quindi Ali Larayedh, ministro degli Interni, per succedergli.
Il governo di Larayedh aveva personalità indipendenti in posizioni di sovranità (Difesa, Interni, Affari esteri e Giustizia) ma non riuscì a ripristinare la fiducia. La crisi politica si aggravava ulteriormente quando un secondo personaggio politico, Mohamed Brahmi, viene assassinato il 25 luglio e quando otto soldati vennero uccisi in un'imboscata a Jebel Chambi il 29 luglio. La protesta contro Ennahdha culminò con il rovesciamento in Egitto del presidente islamista Mohamed Morsi pochi giorni prima, il 3 luglio, il che rende noto al partito il rischio della sua sopravvivenza politica. Viene quindi istituito un dialogo nazionale sotto la guida di un quartetto della società civile e guidato dal potente sindacato dell'Unione generale tunisina del lavoro. Il progetto costituzionale venne completamente riorganizzato e razionalizzato e una tabella di marcia organizzò una via d'uscita dalla crisi mediante il rapido completamento dei lavori dell'Assemblea costituente e l'istituzione di un governo di tecnocrati incaricato di mantenere l'ordine, la gestione degli affari correnti e l'organizzazione delle prime elezioni presidenziali e legislative sotto la nuova Costituzione. Dopo molte turbolenze, il testo viene finalmente adottato il 26 gennaio 2014 e Mehdi Jomaa, ex ministro dell'Industria, è responsabile della formazione del nuovo governo, che viene insediato il 29 gennaio.
A seguito delle elezioni parlamentari del 26 ottobre 2014, il partito Nidaa Tounes è arrivato in testa ma senza una maggioranza assoluta, mentre Ennahdha, che ha vinto le elezioni del 2011, è arrivato secondo, in netto calo. Pertanto, l'Assemblea dei rappresentanti delle persone sostituisce l'Assemblea costituente. Il primo turno delle elezioni presidenziali si è svolto il 23 novembre e ha visto 27 candidati in gara, tra cui due, nella persona di Béji Caïd Essebsi (Nidaa Tounes) con il 39,46% dei voti e Moncef Marzouki con il 33,43% dei voti. voti, si qualificano per il secondo turno tenutosi il 21 dicembre e ciò consente a Caid Essebsi di vincere le elezioni con il 55,68% dei voti contro il 44,32% dei voti per Marzouki e di diventare il primo Presidente di un'elezione democratica e trasparente.
Il 18 marzo 2015, un attacco terroristico ha avuto luogo al Bardo, vicino a Tunisi, sotto forma di sparatorie, prima vicino al Parlamento, dove si sono tenute delle audizioni sulla legge antiterroristica e poi al Museo Nazionale di Bardo. Un evento senza precedenti per il Paese, l'attacco ha ucciso 25 persone, tra cui 22 turisti, un agente e due terroristi, oltre a 47 feriti. L'attacco è stato rivendicato dallo Stato islamico.
Nel settembre 2021, Kaïs Saïed ha annunciato un'imminente riforma della Costituzione 2014 e la formazione di un nuovo governo in Tunisia..

### Antichità
- François Decret, Carthage ou l'empire de la mer, coll. Points histoire, éd. du Seuil, Paris, 1977 ISBN 2020047128
- Hédi Dridi, Carthage et le monde punique, éd. Les Belles Lettres, Paris, 2006 ISBN 2251410333
- M'hamed Hassine Fantar, Carthage. Approche d'une civilisation, éd. Alif, Tunis, 1993 ISBN 9780012452578
- Christophe Hugoniot, Rome en Afrique. De la chute de Carthage aux débuts de la conquête arabe, éd. Flammarion, Paris, 2000 ISBN 2080830031
- Serge Lancel, Carthage, éd. Cérès, Tunis, 1999 ISBN 9973194209
- Yann Le Bohec, Histoire militaire des guerres puniques. 264-146 avant J.-C., éd. du Rocher, Monaco, 2003 ISBN 9782268021478
- Ammar Mahjoubi, Villes et structures de la province romaine d'Afrique, éd. Centre de publication universitaire, Tunis, 2000 ISBN 9973937953
- Hédi Slim et Nicolas Fauqué, La Tunisie antique. De Hannibal à saint Augustin, éd. Mengès, Paris, 2001 ISBN 285620421X
- Jean-Paul Morel, La Tunisie, carrefour du monde antique, éd. Faton, Paris, 2000ISBN 9782878440201

### Conquista araba nel periodo ottomano
- Ahmed Abdesselem, Les historiens tunisiens des XVIIe, XVIIIe et XIXe siècles : essai d'histoire culturelle, éd. Klincksieck, Paris, 1973
- Taoufik Bachrouch, Le Saint et le Prince en Tunisie. Les élites tunisiennes du pouvoir et de la dévotion : contribution à l'étude des groupes sociaux dominants (1782-1881), éd. Faculté des sciences humaines et sociales de Tunis, Tunis, 1989
- Khalifa Chater, Dépendance et mutations précoloniales. La régence de Tunis de 1815 à 1857, éd. Faculté des sciences humaines et sociales de Tunis, Tunis, 1984
- Mohamed Hédi Chérif, Pouvoir et société dans la Tunisie de H'usayn bin Ali (1705-1740), éd. Faculté des lettres et des sciences humaines de Tunis, Tunis, 1984-1986
- Bernard Doumerc, Venise et l'émirat hafside de Tunis. 1231-1535, éd. L'Harmattan, Paris, 1999 ISBN 2738480454
- Micheline Galley et Abderrahman Ayoub, Histoire des Beni Hilal, et de ce qui leur advint dans leur marche vers l'ouest : versions tunisiennes de la geste hilalienne, éd. Armand Colin, Paris, 1983
- Abdelhamid Larguèche, L'abolition de l'esclavage en Tunisie à travers les archives. 1841-1846, éd. Alif, Tunis, 1990 ISBN 9973716248
- Paul Sebag, Tunis au xviie siècle. Une cité barbaresque au temps de la course, éd. L'Harmattan, Paris, 1989 ISBN 2738404499
- Hédi Slim, Ammar Mahjoubi, Khaled Belkhodja, Hichem Djaït et Abdelmajid Ennabli, Histoire générale de la Tunisie, tome II « Le Moyen Âge », éd. Sud Éditions, Tunis, 2005 ISBN 9973844505

### Protettorato francese
- Souad Bakalti, La femme tunisienne au temps de la colonisation (1881-1956), éd. L'Harmattan, Paris, 1996 ISBN 2738445497
- Abdesslem Ben Hamida, Le syndicalisme tunisien, de la Deuxième Guerre mondiale à l'autonomie interne, éd. Faculté des sciences humaines et sociales de Tunis, Tunis, 1989
- Juliette Bessis, La Méditerranée fasciste : l'Italie mussolinienne et la Tunisie, éd. Karthala, Paris, 1981 ISBN 2865370275
- Paul d'Estournelles de Constant, La conquête de la Tunisie. Récit contemporain couronné par l'Académie française, éd. Sfar, Paris, 2002 ISBN 978-2951193697
- Daniel Goldstein, Libération ou annexion. Aux chemins croisés de l'histoire tunisienne. 1914-1922, éd. Maison tunisienne de l'édition, Tunis, 1978
- Geneviève Goussaud-Falgas, Français de Tunisie. Les dernières années du protectorat, éd. Alan Sutton, Saint-Cyr-sur-Loire, 2004 ISBN 9782849100011
- Serge La Barbera et Lucette Valensi, Les Français de Tunisie. 1930-1950, éd. L'Harmattan, Paris, 2006 ISBN 229601075X
- Jean-François Martin, Histoire de la Tunisie contemporaine. De Ferry à Bourguiba. 1881-1956, éd. L'Harmattan, Paris, 2003 ISBN 9782747546263
- Antoine Méléro, La Main rouge. L'armée secrète de la république, éd. du Rocher, Paris, 1997 ISBN 226802699X
- Louis Périllier, La conquête de l'indépendance tunisienne. Souvenirs et témoignages, éd. Robert Laffont, Paris, 1979 ISBN 2221003373

### Indipendenza
- Driss Abbassi et Robert Ilbert, Entre Bourguiba et Hannibal. Identité tunisienne et histoire depuis l'indépendance, éd. Karthala, Paris, 2005 ISBN 2845866402
- Tahar Belkhodja, Les trois décennies Bourguiba. Témoignage, éd. Publisud, Paris, 1998 ISBN 9782866007874
- Taoufik Ben Brik, Une si douce dictature. Chroniques tunisiennes 1991-2000, éd. La Découverte, Paris, 2000 ISBN 9782707133243
- Michel Camau et Vincent Geisser [sous la dir. de], Tunisie. Dix ans déjà..., éd. La Documentation française, Paris, 1997 ISBN 9783331801577
- Kamel Chenoufi, Gilles Gallo et Ahmed Ben Salah, La Tunisie en décolonisation (1957-1972). Genèse des structures de développement et des structures de la République, éd. Du Lau, Le Pradet, 2004 ISBN 9782847500837
- Abdelaziz Chneguir, La politique extérieure de la Tunisie. 1956-1987, éd. L'Harmattan, Paris, 2004 ISBN 9782747562133
- Patrick-Charles Renaud, La bataille de Bizerte (Tunisie). 19 au 23 juillet 1961, éd. L'Harmattan, Paris, 2000 ISBN 2738442862